# 1. FC Schweinfurt 05
Der 1. Fussball-Club Schweinfurt 1905, Verein für Leibesübungen e. V., kurz 1. FC Schweinfurt 05, ist ein im Jahr 1905 gegründeter Sportverein aus Schweinfurt. Der Verein wird in weiteren Kurzformen Schweinfurt 05, FC 05 oder 05er und mit Spitznamen Schnüdel genannt. Er bietet die Sportarten Fußball und Leichtathletik an. Korbball, Faustball, Hockey, Badminton, Gymnastik, Rugby, American Football und Futsal waren frühere Abteilungen.
Der Verein verdankt seinen Bekanntheitsgrad den erfolgreichen Spielzeiten seiner Fußballmannschaft zwischen den 1930er und 1970er Jahren. Der 1. FC Schweinfurt 05 nahm 1939 und 1942 an den Endrunden zur deutschen Fußballmeisterschaft teil und erreichte 1936 das Pokal-Halbfinale.
Der FC 05 gehörte über drei Jahrzehnte, bis zur Einführung der Fußball-Bundesliga im Jahr 1963, der jeweiligen, höchsten nationalen Spielklasse an. In den Jahren 1966 und 1975 scheiterte der FC 05 knapp am Aufstieg in die höchste deutsche Spielklasse. 1974 wurde er Gründungsmitglied der 2. Bundesliga. Ab 1976 spielte er, abgesehen von zwei kurzen Gastspielen in der 2. Fußball-Bundesliga 1990/91 und 2001/02, in diversen Amateurligen, ehe 2025 durch den Aufstieg in die 3. Liga die Rückkehr in den Profifußball gelang.
Mit den Nationalspielern Albin Kitzinger und Andreas „Ander“ Kupfer stellte der Verein Ende der 1930er Jahre zwei der weltbesten Fußballer auf der Außenläufer-Position. Beide Spieler nahmen an der Fußball-Weltmeisterschaft 1938 in Frankreich teil und kamen im gleichen Jahr als einzige deutsche Vertreter in der ersten FIFA-Kontinentauswahl, der sogenannten Weltelf, im Spiel gegen England zum Einsatz. Kupfer war 1950, in einer Partie gegen die Schweiz, der erste Kapitän der Fußballnationalmannschaft der Bundesrepublik Deutschland.
Der Traditionsclub änderte seit seiner Gründung weder Vereinsnamen noch Wappen und richtet seine Heimspiele im 1936 eröffneten und seitdem nahezu unveränderten Sachs-Stadion aus. Die erste Mannschaft wurde 2016 in die 1. FC Schweinfurt 1905 Fußball GmbH ausgegliedert.

## Geschichte des Vereins

Die erste Mannschaft des
1. FC Schweinfurt 05 im Jahr 1905

Der 1. FC Schweinfurt 05 wurde am 5. Mai 1905 gegründet, auf dem Höhepunkt der Gründerzeit, mit starkem Wachstum der Industriestädte. Erster Vorsitzender des Vereins war Pepi Popp, der auch das heute immer noch gültige und unveränderte Vereinslogo entwarf. Die Mitglieder kamen vorwiegend aus der bürgerlichen Mittelschicht, unter der in jener Zeit Fußball als Modesportart ausgeübt wurde. Erst in den 1920er Jahren erreichte der Fußball auch die Arbeiterschichten. Als Sportplatz diente eine von der Stadt überlassene Wiese am Hutrasen, südlich des Mains. Ab 1919 stand ein neuer Sportplatz in der Nähe, an der Ludwigsbrücke, zur Verfügung. Nach dem Abstieg aus der (Franken-)„Liga“ war der Fortbestand des Vereins ungewiss, und von Februar 1921 bis 19. September 1923 hatte man sich der TG 1848 Schweinfurt angeschlossen.
Mit der Eröffnung des Willy-Sachs-Stadions im Nordwestlichen Stadtteil standen dem FC 05 sein neues Vereinsheim und zudem großzügige Trainingsplätze zur Verfügung, eingebettet in einen neuen, vorbildlichen Sportpark (siehe: Stadion). Unweit des neuen Stadions entstanden von den 1930er bis in die 1960er Jahre die beiden großen Arbeiterviertel Bergl und Musikerviertel. Spätestens jetzt entwickelte sich der FC 05 im Gegensatz zur größeren TG 1848 in Richtung eines Arbeiter-Fußballklubs einer Industriestadt, ähnlich dem FC Schalke 04. Als Hommage an den Arbeiterverein wurde kürzlich das Motto Wir arbeiten Fußball kreiert.
Auf dem ersten Sportplatz des FC 05 entstand ab 1928 das Domizil des Stadtrivalen VfR 07 Schweinfurt, der dort im Stadion am Hutrasen von 1939 bis 1941 gleichzeitig mit den 05ern in der damals höchsten deutschen Spielklasse Gauliga Bayern vertreten war. In der Gaugruppe zum Tschammerpokal des Jahres 1940 besiegte der VfR den FC 05 mit 4:2 und gelangte bis in die zweite Pokalschlussrunde gegen den Pokalsieger von 1938 und späteren Deutschen Meister SK Rapid Wien. Der VfR 07 war bis 1933 die sportliche Heimat des späteren deutschen Nationalspielers Andreas Kupfer und hatte mit Robert Bernard einen eigenen Nationalspieler in seinen Reihen. Bernhard wechselte nach dem Krieg ebenfalls zum FC 05, welcher den VfR zunehmend sportlich assimilierte, wodurch dieser im Laufe der 1940er Jahre überregional bedeutungslos wurde.
Bedeutend für den Aufbau des FC 05 und des Süddeutschen Fußball-Verbandes nach dem Krieg war Hans Deckert. Er fungierte in den 1950er Jahren als Präsident des FC 05 und war bis in die 1970er Jahre Mitglied im DFB-Vorstand sowie DFB-Spielausschussvorsitzender. Sein Name steht heute jedoch auch in der Kritik, da er einerseits als CSU-Mitglied und Schweinfurter Stadtrat im Bezirkstag Unterfrankens führende Positionen innehatte und für sein politisches und sportliches Engagement hohe Auszeichnungen erhielt, u. a. als Ehrenmitglied des DFB (1975), das ehemalige Mitglied der NSDAP andererseits aber auch als Angehöriger einer „braunen Seilschaft“ des DFB („Der Spiegel“) galt.
Zum 50. Vereinsjubiläum war 1955 der FC Everton zu Gast. Die gesamte zweite Hälfte des 20. Jahrhunderts verlief für den FC 05 als Verein, abgesehen von einigen sportlichen Turbulenzen mit den im Fußball üblichen finanziellen Risiken, ohne besondere Einschnitte.
Nach dem bisher letzten Aufstieg in die 2. Bundesliga im Jahre 2001 und Abstieg nach nur einer Saison gelang es schließlich im Sommer 2004 dem damaligen Präsidenten Gerhard Hertlein nicht mehr, die finanzielle Leistungsfähigkeit des Vereins nachzuweisen. Der DFB verweigerte die Lizenz für die Fußball-Regionalliga, was zum Zwangsabstieg in die Bayernliga führte.

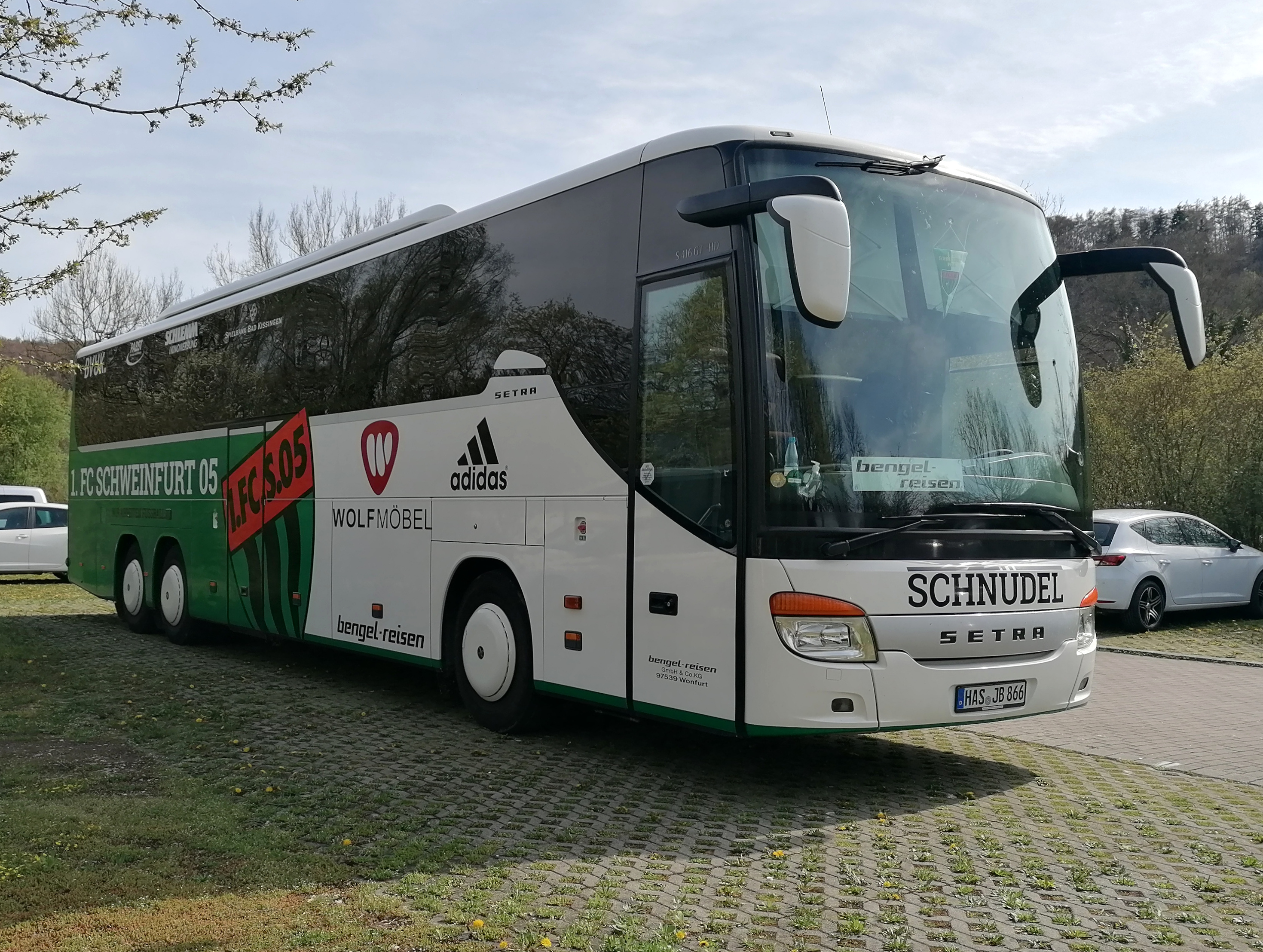
Mannschaftsbus des FC 05

Seit 2008 ist Markus Wolf, mit seinem Unternehmen Wolf Möbel, Hauptsponsor des Traditionsklubs. 2010 wurde er Präsident und 2016 zudem Geschäftsführer des Vereins. Er bewahrte ihn mehrmals vor dem Gang zum Insolvenzgericht, konsolidierte ihn finanziell und befreite ihn von Bankschulden. Der FC 05 gelangte nun auch sportlich wieder in ruhige Fahrwasser. Markus Wolf gab als Ziel den Aufstieg in die 3. Liga und damit die Rückkehr des Traditionsvereins in den Profifußball aus, was 2021 sehr knapp verfehlt und 2025 schließlich erreicht wurde.

## Geschichte der Fußballabteilung

### Übersicht
Die Geschichte der Fußballabteilung des 1. FC Schweinfurt 05 spiegelt die Geschichte des deutschen Fußballs wider, auch mit Einblicken in die Zeit des Nationalsozialismus und den Zweiten Weltkrieg. Durch den FC 05 gehörte und gehört Schweinfurt neben Nürnberg und Fürth zu den klassischen fränkischen Fußballstädten. Möglich wurde dies durch die Unterstützung der örtlichen Großindustrie (siehe: Vereinsmotto), zunächst durch Fichtel & Sachs, und in den 1970er Jahren durch FAG Kugelfischer.
Der FC 05 behauptete sich mit seiner Fußballmannschaft ohne Unterbrechung über mehr als drei Jahrzehnte (1931–1963) in der jeweiligen, höchsten nationalen Spielklasse. Er gehörte, im Gegensatz zu Bayern München, zu den wenigen Vereinen, die ununterbrochen in der seit 1945 bestehenden erstklassigen Oberliga Süd vertreten waren. Der ganz große Durchbruch, mit nationalen Titeln, gelang trotz mehrerer Nationalspieler, mit den beiden Weltklassespielern Ander Kupfer und Albin Kitzinger nicht, auch weil mitten in ihre Karriere der Zweite Weltkrieg fiel. Anfang der 1950er Jahre zehrte man noch von der sportlichen Substanz der großen Zeit, zehn Jahre später kämpfte man aber bereits (erfolgreich) gegen den Abstieg aus der höchsten Spielklasse Oberliga Süd. Für die 1963 eingeführte Bundesliga konnte man sich jedoch nicht mehr qualifizieren und wurde nach 32 Jahren zweitklassig.
Die Weltklasse-Außenläufer Albin Kitzinger und Andreas Kupfer
In den späten 1930er und frühen 1940er Jahren hatte der FC Schweinfurt 05 mit Albin Kitzinger und Andreas Kupfer (genannt Ander) zwei der weltbesten Außenläufer in seinen Reihen.
Kitzinger kam aus der Jugend der 05er und blieb dem Verein in seiner ganzen Karriere treu, während Kupfer im Jahr 1933 vom Lokalrivalen VfR 07 Schweinfurt zum FC 05 wechselte.
Beide Spieler absolvierten in ihrer Karriere jeweils 44 Länderspiele für Deutschland und waren Teil der legendären Breslau-Elf von 1937. Im folgenden Jahr wurden sie in das deutsche Aufgebot für die Fußball-Weltmeisterschaft 1938 in Frankreich berufen.
In der ersten Weltelf der Fußballgeschichte, die der italienische Weltmeistertrainer Vittorio Pozzo als Europäische Fußballauswahl für die Begegnung am 26. Oktober 1938 im Highbury in London gegen England zusammenstellte, kamen die beiden gebürtigen Schweinfurter als einzige Spieler aus Deutschland zum Einsatz.
Der Kicker urteilte 1939 über das Schweinfurter Außenläuferpaar Kitzinger–Kupfer mit den Ausführungen: „Man möchte sagen: Sie sind für das moderne Spiel geradezu geschaffen worden. Als Partner und als Einzelkönner haben sie in Europa nicht ihresgleichen.“
Hermann E. Fischer beschreibt 1993 im Buch über die Oberliga-Süd Andreas Kupfer mit den Worten:

„Ander Kupfer in Aktion zu sehen war oft wahrer Genuß. Versiert in Abwehr und Vorwärtsdrang gleichermaßen, wusste er den Ball geradezu zu streicheln, und der gehorchte ihm. Großartige Kondition verschaffte dem Linksfüßer auf der rechten Seite viele Vorteile […] Seine kompromißlose Härte galt als sprichwörtlich und viele Widersacher bekamen sie zu spüren, darunter auch Helmut Schön in den Endrundenspielen des Dresdner SC mit den 05ern 1939.“

Helmut Schön, Kupfers Mitspieler in der Nationalmannschaft von 1937 bis 1941, schrieb dem Außenläufer 1978 in seinen Erinnerungen folgende Eigenschaften zu:

„Ander Kupfer als Außenläufer war ein Spieler, der heute bei uns im Mittelfeld mit Sicherheit einen Stammplatz hätte; ich wäre froh gewesen, einen solchen Mann in Argentinien dabeigehabt zu haben. Wenn der hinter mir spielte, mit seiner Härte, seinem Geschick, seiner Schnelligkeit, dann fühlte ich mich vorne absolut sicher. Kupfers linkes Bein war stärker als das rechte; wenn er mit dem Ball von rechts zur Mitte lief, gab er mit dem linken Fuß diagonal Vorlagen auf den rechten Flügel, die alles aufrissen. Ein begnadeter Spieler.“

Andreas Kupfer war in seinem letzten Länderspiel am 22. November 1950 im Stuttgarter Neckarstadion gegen die Schweiz vor 103.000 Zuschauern der erste Kapitän der Fußballnationalmannschaft der neugegründeten Bundesrepublik Deutschland.
Größte Erfolge des Vereins waren das Erreichen des Pokal-Halbfinales 1936 gegen FC Schalke 04, das man in Gelsenkirchen mit 2:3 verlor, und die Meisterschaften in der erstklassigen Gauliga Bayern in den Jahren 1939 und 1942, jeweils verbunden mit Teilnahme an der Endrunde zur deutschen Meisterschaft. In der deutschen Meisterschaft 1939, der ersten sogenannten Großdeutschen Meisterschaft, nach den Annexionen Österreichs und dem Sudetenland, verpassten die 05er hauchdünn das Halbfinale gegen Schalke 04. Durch die fortschreitende NS-Expansion glich die deutsche Meisterschaft 1942 fast schon einer Mitteleuropa-Meisterschaft, jetzt auch noch mit dem Elsaß, Lothringen, Luxemburg, Böhmen und Mähren. Die 05er scheiterten in Straßburg im Achtelfinale gegen die SG SS Straßburg mit 1:2.
Nach dem Krieg war die große Zeit des FC 05 auf (inter)nationaler Ebene vorbei. Die größten Erfolge waren nun die Meisterschaft in der Regionalliga Süd im Jahr 1966 (damals II. Spielklasse) und im Jahr 1975 der 3. Platz in der neugegründeten 2. Bundesliga Süd. In den Jahren 1990 und 2001 gelang erneut der Sprung in die mittlerweile eingleisige 2. Bundesliga, aus der man allerdings jeweils nach nur einer Saison wieder abstieg.

### 1905–1933: Von der C-Klasse bis in die Gauliga Bayern
Bis zum Beginn des Ersten Weltkriegs gelang der Aufstieg von der C- über die B- in die A-Klasse. Nach nur einer Saison (1919/20) in der erstklassigen Kreisliga Nordbayern (u. a. mit 1. FC Nürnberg, SpVgg Fürth, 1. FC 01 Bamberg, Würzburger Kickers) musste man wieder absteigen. Ab 1925 spielte der FC 05 in der Kreisliga Unterfranken. Höhepunkt in jener Zeit war das 1929 auf neutralem Platz in Bamberg mit 4:1 gewonnene Entscheidungsspiel um die Meisterschaft gegen den Lokalrivalen VfR 07 Schweinfurt.
Der mit aller Macht angestrebte Aufstieg in die Bezirksliga (Nordbayern) als der damals höchsten Klasse gelang jedoch erst 1931. Der dritte Platz in der Bezirksliga hinter dem 1. FC Nürnberg und der SpVgg Fürth brachte 1933 die Qualifikation für die neu geschaffene Gauliga Bayern.

### 1933–1945: Gauliga Bayern
| Saison                     | Platz          | Tore  | Punkte |
| -------------------------- | -------------- | ----- | ------ |
| Gauliga Bayern 1933/34     | 4.             | 38:37 | 26:18  |
| Gauliga Bayern 1934/35     | 3.             | 42:29 | 25:15  |
| Gauliga Bayern 1935/36     | 4.             | 37:31 | 18:18  |
| Gauliga Bayern 1936/37     | 2.             | 44:29 | 24:12  |
| Gauliga Bayern 1937/38     | 7.             | 29:40 | 17:19  |
| Gauliga Bayern 1938/39     | 1.             | 37:27 | 23:13  |
| Gauliga Bayern 1939/40     | 3.             | 49:17 | 25:11  |
| Gauliga Bayern 1940/41     | 7.             | 38:32 | 21:23  |
| Gauliga Bayern 1941/42     | 1.             | 77:26 | 36:08  |
| Gauliga Nordbayern 1942/43 | 2.             | 85:21 | 32:08  |
| Gauliga Nordbayern 1943/44 | 5.             | 41:40 | 20:16  |
| Gauliga Bayern 1944/45     | Ohne Abschluss | -:-   | -:-    |

Ein wichtiger Meilenstein für die Fußballabteilung war die Eröffnung des Willy-Sachs-Stadions 1936, das den Krieg unbeschadet überstand, mit zahlreichen Trainingsplätzen und in städtischer Obhut, aber mit Erstnutzungsrecht für den FC 05 (siehe: Stadion). Als die Schweinfurter Nationalspieler Andreas Kupfer und Albin Kitzinger zur Hochform aufliefen, errang die Mannschaft in der Saison 1938/39 erstmals den bayerischen Meistertitel, und zog damit zum ersten Mal in der Vereinsgeschichte in die Endrunde um die deutsche Fußballmeisterschaft ein. Dort scheiterte der FC 05 in der Gruppenphase nur äußerst knapp am punktgleichen Dresdner SC (siehe: Einleitung, Geschichte der Fußballabteilung). Im Kriegsjahr 1941/42 holte sich der FC 05 erneut den Gaumeistertitel, schied jedoch in der Endrunde um die deutsche Fußballmeisterschaft bereits in der ersten Partie im Achtelfinale gegen die SG SS Straßburg aus.
In der Saison 1942/43 wurde die Gauliga kriegsbedingt wegen Treibstoffmangels in eine Nord- und Südgruppe geteilt, um die Fahrwege zu verkürzen. Franken war damals die bayerische Fußballhochburg und die Nordgruppe wesentlich spielstärker, in der die 05er Zweiter nach dem dominierenden Club aus Nürnberg wurden. Von 1943 an trat die Mannschaft des FC 05 in einer Kriegsspielgemeinschaft mit dem Luftwaffen SV Schweinfurt als KSG Schweinfurt an. In der Saison 1944/45 brach das deutsche Fußballgeschehen kriegsbedingt zusammen, es gab keine deutsche Meisterschaft mehr. Die Gauliga Bayern wurde nun in insgesamt 6 Gruppen unterteilt, um die Fahrwege noch weiter zu verkürzen, vielerorts begann jedoch der Spielbetrieb nicht mehr. Der FC 05 spielte nun im Gau Unterfranken, mit nur vier Mannschaften (1. FC Schweinfurt 05, VfR 07 Schweinfurt, Würzburger FV 04 und Würzburger Kickers).
Ob in dieser Gruppe überhaupt Spiele stattfanden, ist nicht bekannt. Lediglich im Gau München/Oberbayern wurde noch eine Meisterschaft ausgespielt.

### 1945–1963: Oberliga Süd
| Saison               | Platz | Tore  | Punkte |
| -------------------- | ----- | ----- | ------ |
| Oberliga Süd 1945/46 | 07.   | 55:40 | 33:27  |
| Oberliga Süd 1946/47 | 09.   | 56:46 | 40:36  |
| Oberliga Süd 1947/48 | 13.   | 49:53 | 34:42  |
| Oberliga Süd 1948/49 | 10.   | 46:56 | 29:31  |
| Oberliga Süd 1949/50 | 12.   | 38:38 | 25:35  |
| Oberliga Süd 1950/51 | 07.   | 69:57 | 36:32  |
| Oberliga Süd 1951/52 | 14.   | 32:56 | 24:36  |
| Oberliga Süd 1952/53 | 05.   | 40:51 | 32:28  |
| Oberliga Süd 1953/54 | 08.   | 53:50 | 28:32  |
| Oberliga Süd 1954/55 | 03.   | 52:44 | 37:23  |
| Oberliga Süd 1955/56 | 08.   | 53:53 | 30:30  |
| Oberliga Süd 1956/57 | 12.   | 41:68 | 24:36  |
| Oberliga Süd 1957/58 | 08.   | 51:48 | 29:31  |
| Oberliga Süd 1958/59 | 10.   | 47:59 | 25:35  |
| Oberliga Süd 1959/60 | 12.   | 48:64 | 25:35  |
| Oberliga Süd 1960/61 | 14.   | 42:54 | 25:35  |
| Oberliga Süd 1961/62 | 14.   | 39:63 | 22:38  |
| Oberliga Süd 1962/63 | 11.   | 43:53 | 26:34  |

Kurz nach Ende des Zweiten Weltkriegs machte man sich unter widrigsten Umständen daran eine erste Liga zu schaffen, ähnlich der First Division in England, die wenigstens die Amerikanische Besatzungszone umfassen sollte. Die Auswahlkriterien für die Zusammenstellung der neuen Liga wurden nie bekannt. 1945 wurde dann aber nur in der Amerikanischen Besatzungszone, in der sich Schweinfurt befand, die Oberliga Süd gegründet, die allerdings das halbe Gebiet der vier Jahre später gegründeten Bundesrepublik Deutschland umfasste und die bis dahin weitreichendste Spielklasse aller Zeiten in Deutschland war. Nach ihrem Vorbild entstanden ab 1946 in den übrigen Besatzungszonen entsprechende Ligen. Die Oberliga Süd war bis zur Einführung der Bundesliga 1963 wesentlicher Bestandteil des deutschen Fußballs.
Der FC 05 wurde Gründungsmitglied der neuen Eliteliga mit nur 16 Vereinen, als „graue Maus“ aus einer der kleineren Oberliga-Städte, wenngleich Schweinfurt auch damals ein wichtiges, teilweise zerstörtes und relativ schnell wieder funktionierendes deutsches Industriezentrum war. Die 05er belegten in der Zuschauertabelle mit einem Schnitt von 5000 bis 6000 Zuschauern häufig hinterste Plätze. Bestbesuchte Spielzeiten waren die Saison 1952/53 mit 9200 und 1951/52 mit 8400 Zuschauern. Der FC 05 gehörte zum Inventar der Oberliga, da er, im Gegensatz zu Bayern München, einer von nur sechs Vereinen war, denen es gelang, in allen 18 ausgetragenen Spielzeiten vertreten zu sein. Durch einen 3:0-Sieg über Eintracht Frankfurt am vorletzten Spieltag der Saison 1961/62 konnten die 05er noch den Abstieg abwenden, während die Eintracht dadurch die süddeutsche Meisterschaft gegen die punktgleichen Nürnberger verfehlte.
In der Ewigen Tabelle der Oberliga Süd liegt der FC 05 auf dem achten von insgesamt 33 Plätzen, vor dem TSV 1860 München und über 120 Punkte vor dem Karlsruher SC. Spieler mit den meisten Einsätzen in der Oberliga Süd waren Ludwig Merz (384), Erwin Aumeier (320), Karl „Molli“ Kupfer (Kupfer II) (292), Walter Lang (288), Fritz Käser (278) und Christof Schmitt (261). Rekordtorschützen sind Erwin Aumeier (76) und Jakob Lotz (71).
In der letzten Saison der Oberliga 1962/63 konnte man in der spielstärksten Gruppe-Süd nicht absteigen, wegen der Einführung der Fußball-Bundesliga 1963, sondern war zumindest für die neue Fußball-Regionalliga der nächsten Saison automatisch qualifiziert. Die 05er befanden sich zeitweise auf dem dritten bis fünften Rang und erreichten am Ende aber nur den 11. Tabellenplatz.

### 1963–1976: Regionalliga Süd und 2. Bundesliga Süd
| Saison                    | Platz | Tore  | Punkte |
| ------------------------- | ----- | ----- | ------ |
| Regionalliga Süd 1963/64  | 07.   | 82:55 | 43:33  |
| Regionalliga Süd 1964/65  | 15.   | 49:55 | 32:40  |
| Regionalliga Süd 1965/66  | 01.   | 74:39 | 49:19  |
| Regionalliga Süd 1966/67  | 10.   | 43:47 | 34:34  |
| Regionalliga Süd 1967/68  | 05.   | 55:48 | 41:27  |
| Regionalliga Süd 1968/69  | 06.   | 67:53 | 36:32  |
| Regionalliga Süd 1969/70  | 05.   | 78:59 | 42:34  |
| Regionalliga Süd 1970/71  | 06.   | 73:58 | 40:32  |
| Regionalliga Süd 1971/72  | 12.   | 56:62 | 32:40  |
| Regionalliga Süd 1972/73  | 14.   | 54:72 | 31:37  |
| Regionalliga Süd 1973/74  | 15.   | 39:54 | 29:39  |
| 2. Bundesliga Süd 1974/75 | 03.   | 65:59 | 48:28  |
| 2. Bundesliga Süd 1975/76 | 18.   | 50:72 | 26:50  |

Zur Saison 1963/64 wurde in der Bundesrepublik Deutschland die damals 16 Vereine umfassende neue Fußball-Bundesliga eingeführt. In der Oberliga Süd wurden insgesamt fünf Plätze für die neue Liga nach einer Zwölfjahreswertung vergeben, wobei sich die Meister der letzten Oberliga-Saison 1962/63 der fünf Oberliga-Staffeln in jedem Fall qualifizierten. Der FC Schweinfurt 05 qualifizierte sich auf Grundlage der Zwölfjahreswertung nicht für die neue Liga und war nach 32 Jahren in der höchsten Spielklasse nun zweitklassig.
| Punkte der Zwölfjahreswertung der Kandidaten der Oberliga Süd für die Bundesliga | Punkte der Zwölfjahreswertung der Kandidaten der Oberliga Süd für die Bundesliga | Punkte der Zwölfjahreswertung der Kandidaten der Oberliga Süd für die Bundesliga |
| -------------------------------------------------------------------------------- | -------------------------------------------------------------------------------- | -------------------------------------------------------------------------------- |
| 1.                                                                               | 1. FC Nürnberg                                                                   | 447                                                                              |
| 2.                                                                               | Eintracht Frankfurt                                                              | 420                                                                              |
| 3.                                                                               | Karlsruher SC                                                                    | 419                                                                              |
| 4.                                                                               | VfB Stuttgart                                                                    | 408                                                                              |
| 5.                                                                               | Kickers Offenbach                                                                | 382                                                                              |
| 6.                                                                               | FC Bayern München                                                                | 288                                                                              |
| 7.                                                                               | TSV 1860 München                                                                 | 229                                                                              |
| 8.                                                                               | VfR Mannheim                                                                     | 227                                                                              |
| 9.                                                                               | SpVgg Fürth                                                                      | 224                                                                              |
| 10.                                                                              | 1. FC Schweinfurt 05                                                             | 185                                                                              |
| 11.                                                                              | FC Bayern Hof                                                                    | 90                                                                               |
| 12.                                                                              | TSV Schwaben Augsburg                                                            | 61                                                                               |
| 13.                                                                              | KSV Hessen Kassel                                                                | 36                                                                               |

Die ersten Jahre in der neuen Regionalliga waren von starken Leistungsschwankungen geprägt. Landete man in der Auftaktsaison noch im vorderen Mittelfeld, so folgte ein Jahr mit Abstiegssorgen, ehe 1966 unter dem neuen Trainer Gunther Baumann wurde erstmals nach 24 Jahren wieder eine Meisterschaft errungen. Im Duell mit den Offenbacher Kickers hatte der FC 05 am Ende einen Punkt Vorsprung und qualifizierte sich für die Bundesliga-Aufstiegsrunde.

Ein Aufstieg war relativ schwer, da die Bundesliga nach wie vor aus nur 16 Vereinen bestand und nur zwei Mannschaften aufstiegen. Die 05er zogen, auch bedingt durch interne Querelen (die beiden Leistungsträger Rolf Schweighöfer und Manfred Rühr wurden vereinsintern gesperrt), gegen Rot-Weiss Essen und den 1. FC Saarbrücken den Kürzeren, nur gegen den FC St. Pauli gelang ein Heimsieg (siehe auch: Bemerkenswerte Ereignisse). Auf die überraschende Meisterschaft folgte eine durchwachsene Saison, während der sich Erfolgstrainer Baumann zu 1860 München verabschiedete. Unter seinem Nachfolger Jenő Vincze erreichte die eingespielte Mannschaft in den folgenden vier Jahren (1968–1971) jeweils Platzierungen im vorderen Mittelfeld, 1972, 1973 und 1974 hingegen entging man nur knapp dem Abstieg.

Der FC 05 wurde Gründungsmitglied der 1974 geschaffenen 2. Bundesliga, mit damals zwei Gruppen Nord und Süd. Die neue Liga betrachtete die Vereinsführung wegen der erhöhten finanziellen Anforderungen mit einiger Skepsis, jedoch gelang ihr mit der Verpflichtung des 33-jährigen Lothar Emmerich ein spektakulärer Transfer, der sich sportlich auszahlen sollte. Die von István Sztani trainierte Mannschaft etablierte sich 1974/75 in der Spitzengruppe und belegte am Ende punktgleich hinter dem FK Pirmasens den dritten Platz. Nach 19 Jahren wurde auch zu Hause der alte fränkische Rivale 1. FC Nürnberg, der gleichzeitig zum Angstgegner der Schnüdel geworden war, erstmals wieder besiegt. So sah man, trotz finanzieller Sorgen, der Saison 1975/76 sportlich einigermaßen gelassen entgegen. Doch die Mannschaft blieb weit hinter den Erwartungen zurück und belegte ab dem zehnten Spieltag einen Abstiegsplatz. Der von vielen erhoffte Saisonendspurt, der in der Vergangenheit mehrfach in letzter Minute den Klassenerhalt gebracht hatte, blieb aus. Im Jahr 1976 endete schließlich eine bemerkenswerte sportliche Kontinuität: Sieht man von der verpassten Qualifikation zur Bundesliga 1963 ab, war der FC 05 nach 55 Jahren erstmals abgestiegen.

### 1976–1991: Zwischen Bayern- und Landesliga und Aufstieg in die 2. Bundesliga
| Saison                  | Klasse | Platz | Tore  | Punkte |
| ----------------------- | ------ | ----- | ----- | ------ |
| Bayernliga 1976/77      | III    | 14.   | 59:59 | 31:37  |
| Bayernliga 1977/78      | III    | 08.   | 52:49 | 34:34  |
| Bayernliga 1978/79      | III    | 03.   | 47:38 | 41:27  |
| Bayernliga 1979/80      | III    | 04.   | 50:44 | 36:32  |
| Bayernliga 1980/81      | III    | 04.   | 61:48 | 39:29  |
| Bayernliga 1981/82      | III    | 02.   | 74:29 | 53:23  |
| Bayernliga 1982/83      | III    | 16.   | 65:66 | 28:44  |
| Landesliga Nord 1983/84 | IV     | 01.   | 93:24 | 61:15  |
| Bayernliga 1984/85      | III    | 18.   | 46:83 | 18:50  |
| Landesliga Nord 1985/86 | IV     | 01.   | 92:34 | 52:16  |
| Bayernliga 1986/87      | III    | 14.   | 35:61 | 32:40  |
| Bayernliga 1987/88      | III    | 10.   | 44:45 | 31:33  |
| Bayernliga 1988/89      | III    | 02.   | 71:37 | 49:15  |
| Bayernliga 1989/90      | III    | 01.   | 60:27 | 45:15  |
| 2. Bundesliga 1990/91   | II     | 20.   | 26:95 | 13:63  |

Nach dem Abschied vom Profifußball musste sich der Verein in der damals drittklassigen Bayernliga finanziell konsolidieren. Am ersten Spieltag in der ungewohnten Amateurliga gab es gleich einen Paukenschlag. Der FC 05 verlor im Auswärtsspiel gegen die SpVgg Plattling mit 0:5. In den Abschlusstabellen belegten die Schnüdel in den folgenden Jahren meist einen Platz im vorderen Mittelfeld. Ohne Aufstiegshoffnungen gestartet, erreichte man 1982 unter Trainer Otto Baum hinter dem FC Augsburg den zweiten Platz und nahm an der deutschen Amateurmeisterschaft teil. Im folgenden Jahr jedoch stieg man völlig überraschend in die Landesliga Nord ab. Dem souverän erspielten Wiederaufstieg in die Bayernliga (1983/84) folgte ein weiterer Abstieg.
Nach der erneuten Landesligameisterschaft 1986 verpflichtete der Vorsitzende Peter Galm den ehemaligen Bundesligaprofi Werner Lorant (zunächst nur als Spieler). Als Spielertrainer übernahm Lorant nach einem missglückten Saisonstart im Herbst 1986 die sportliche Leitung. Aus einheimischen Spielern wie Bernd Häcker, Bernhard Pfister, Oliver Wölfling, Jens Schürer, Carsten Weiß, Rudi Gürtler, Reiner Wirsching, Rüdiger Mauder, Elmar Drenkard, Werner Köhler, Karl-Heinz Müller und dem zum Karriereausklang vom KSK Beveren in die Heimat zurückgekehrten ehemaligen belgischen Torschützenkönig Erwin Albert formte Lorant eine schlagkräftige Elf, die 1989 Vizemeister der Bayernliga wurde, wobei auch der in der Winterpause vollzogene Wechsel von Wirsching zum 1. FC Nürnberg kompensiert werden konnte.
In der Saison 1989/90 führte Lorant die Spieler auf den Zenit ihres Leistungsvermögens. Aus der Bezirksliga war vom FC Eibelstadt der junge Bernhard Winkler hinzugekommen. Das Team übernahm von Beginn an die Tabellenführung und errang nach einem dramatischen Finale im letzten Saisonspiel vor 32.000 Zuschauern im Grünwalder Stadion beim Tabellen-Zweiten 1860 München, der einen Sieg zum Titel benötigte, mit einem umkämpften 3:3 die Meisterschaft. In der Aufstiegsrunde setzten sich die Schnüdel gegen den SSV Reutlingen und Rot-Weiss Frankfurt durch und stiegen gemeinsam mit dem 1. FSV Mainz 05 wieder in die 2. Bundesliga auf. Ein weiterer Erfolg war das Erreichen des Achtelfinales im DFB-Pokal (0:2 gegen Eintracht Braunschweig).
Zum ersten Mal war der FC 05 nun in der eingleisigen 2. Liga. Der Aufstiegself fehlten in der folgenden Saison 1990/91 jedoch ihre wichtigsten Säulen: Trainer Lorant verabschiedete sich zu Viktoria Aschaffenburg, Winkler ging zum 1. FC Kaiserslautern, Albert beendete seine Karriere. Die Strukturen im Verein waren nicht auf Profifußball ausgerichtet. Das „Abenteuer 2. Liga“ wurde zu einem Fiasko. Von Beginn an chancenlos, belegte man am Ende mit nur 13 Punkten den letzten Platz. Einer der wenigen Saison-Höhepunkte war das knappe 0:1 auf eigenem Platz vor 11.000 Zuschauern gegen Schalke 04. Mit dem 1960 geborenen Elmar Wienecke hatten die Schweinfurter den damals jüngsten Trainer im deutschen Profifußball.

### 1991–2004: Bayernliga, Regionalliga und 2. Bundesliga
| Saison                     | Klasse | Platz | Tore  | Punkte |
| -------------------------- | ------ | ----- | ----- | ------ |
| Bayernliga 1991/92         | III    | 07.   | 64:55 | 30:34  |
| Bayernliga 1992/93         | III    | 09.   | 52:52 | 33:24  |
| Bayernliga 1993/94         | III    | 09.   | 61:58 | 32:24  |
| Bayernliga 1994/95         | IV     | 05.   | 50:39 | 36:22  |
| Bayernliga 1995/96         | IV     | 03.   | 52:31 | 57     |
| Bayernliga 1996/97         | IV     | 05.   | 71:40 | 54     |
| Bayernliga 1997/98         | IV     | 01.   | 67:31 | 73     |
| Regionalliga Süd 1998/99   | III    | 05.   | 52:44 | 51     |
| Regionalliga Süd 1999/2000 | III    | 11.   | 47:54 | 45     |
| Regionalliga Süd 2000/01   | III    | 03.   | 57:43 | 57     |
| 2. Bundesliga 2001/02      | II     | 17.   | 30:71 | 24     |
| Regionalliga Süd 2002/03   | III    | 13.   | 56:54 | 45     |
| Regionalliga Süd 2003/04   | III    | 15.   | 53:58 | 41     |

Der langjährige Vorsitzende Peter Galm trat nach dem missglückten Ausflug ins Profigeschäft zurück, übergab aber einen finanziell intakten Verein. Es folgten drei Jahre mit erfolglosen Vorständen und Trainern in der Bayernliga. Die am Saisonende 1993/94 verpasste Qualifikation für die neu gebildete Regionalliga bedeutete den Abstieg in die Viertklassigkeit.
Bereits im Februar 1994 hatte der neue Vorsitzende Gerhard Hertlein den Serben Djuradj Vasic als Coach verpflichtet. In mühsamer Aufbauarbeit führte Vasic den Verein 1998 zur Bayernligameisterschaft; als zwei Jahre später die Zahl der Regionalligen von vier auf zwei reduziert wurde, gelang als Tabellenelfter gerade noch die Qualifikation. Die überwiegend aus einheimischen Spielern (Ralf Scherbaum, Matthias Gerhard, Steffen Stockmann, Steffen Rögele, Dirk Dorbath, Dieter Wirsching, Jürgen Hain, Thorsten Seufert) zusammengestellte und nur um wenige Profis (Kristian Sprecakovic, Josef Tuma, Festus Agu) ergänzte Mannschaft startete mit dem Ziel Klassenerhalt in die Saison 2000/01. Unerwartet etablierte sie sich in der Spitzengruppe, viele Spieltage sogar als Tabellenführer. Am Saisonende schien dem Außenseiter die Puste auszugehen. Doch reichte im letzten Saisonspiel ein 1:1 bei Wacker Burghausen, um sich gegen Eintracht Trier durchzusetzen und als Dritter hinter dem Karlsruher SC und der nicht aufstiegsberechtigten zweiten Mannschaft vom VfB Stuttgart in die 2. Fußball-Bundesliga aufzusteigen, in der sich der FC 05 nun zum dritten Mal befand.
Zur Zweitliga-Saison 2001/02 verpflichtete der Verein neben mehreren Nachwuchsspielern den gebürtigen Schweinfurter Martin Schneider, der mit der Erfahrung aus 379 Bundesligaspielen der Abwehr Halt geben sollte. Die Mannschaft trat zunächst als laufstarke, kompakte Einheit auf und hielt sich in der Vorrunde dank ihrer Heimstärke von den Abstiegsrängen fern, obwohl Routinier Schneider seine Karriere bereits nach wenigen Spielen verletzungsbedingt beenden musste. Höhepunkte in dieser Phase waren der 1:0-Sieg über Arminia Bielefeld (11.000 Zuschauer), das 3:3 gegen den VfL Bochum (9.800 Zuschauer), wo der FC 05 3:0 in Führung lag sowie das 4:2 über LR Ahlen mit Ermin Melunović als vierfachem Torschützen. Das Spiel wurde live im bundesweiten Free-TV übertragen.
Als Höhepunkt der Vorrunde war nach dem Auswärts-Unentschieden gegen den MSV Duisburg das darauffolgende Franken-Derby gegen die SpVgg Greuther Fürth erwartet worden, bei dem die heimstarken 05er nun favorisiert waren und die Anhänger an einen Sieg im ausverkauften Stadion glaubten. Letzteres schien von vorneherein schon sicher festzustehen. Doch es kam anders. Am Dienstag nach dem Duisburg-Spiel ereigneten sich die Terroranschläge des 11. September. Fußball wurde über Nacht zur „unbedeutenden Nebensache“ (Kicker-Sportmagazin) und es war zunächst nicht klar, ob am kommenden Wochenende überhaupt Fußball gespielt wird, wozu sich der DFB schließlich doch durchrang. Zu allem Unglück befand sich zudem damals direkt neben dem Sachs-Stadion eine US-Kaserne, die über Nacht zur Hochsicherheitszone wurde. Das Spiel endete mit einem lustlosen 0:0 vor nur 10.000 Zuschauern. Mitten in der Hochphase erlebte der FC 05 einen ersten Dämpfer, dem weitere folgten. Mehrmals kassierten die 05er exakt in der 44. Spielminute ein Gegentor und mussten frustriert zum Pausentee, was die Mannschaft schließlich zermürbte. Überwinterten sie noch mit vier Punkten Vorsprung zum Abstiegs-Relegationsplatz, wurden sie schließlich mit nur 24 Punkten unerwartet Vorletzter und stiegen ab.
Trotz Abstieg hielt Präsident Hertlein zunächst an seinem Weggefährten Vasic fest, als die Mannschaft im Herbst 2002 jedoch auch in der Regionalliga auf einem Abstiegsplatz stand, war der bei den Fans schon lange unbeliebte Coach nicht mehr zu halten. Mit Hans-Jürgen Boysen und einigen Neuzugängen konnte in der Rückrunde nach einer dramatischen Aufholjagd am letzten Spieltag durch ein 3:1 über den VfR Aalen vor 7000 Zuschauern der Klassenerhalt gefeiert werden. Obwohl die lokale Presse neben finanziellen Problemen auch von Unregelmäßigkeiten berichtete, erhielt der Verein die Lizenz für die Saison 2003/04, die einen ähnlichen Verlauf wie die vorige Spielzeit nehmen sollte: im Herbst stand die Mannschaft auf einem Abstiegsplatz, der Trainer wurde gewechselt (Rainer Hörgl für Boysen), neue Spieler verpflichtet, am Ende gelang wiederum der Klassenerhalt. Der schon seit längerem umstrittene Präsidenten Hertlein hatte den Verein mit eigenem Geld im Profibereich gehalten.

### 2004–2013: Insolvenz und hin und her zwischen Bayern- und Landesliga
| Saison                  | Klasse | Platz | Tore   | Punkte |
| ----------------------- | ------ | ----- | ------ | ------ |
| Bayernliga 2004/05      | IV     | 18.   | 046:94 | 33     |
| Landesliga Nord 2005/06 | V      | 07.   | 068:43 | 57     |
| Landesliga Nord 2006/07 | V      | 01.   | 084:39 | 77     |
| Bayernliga 2007/08      | IV     | 16.   | 039:67 | 36     |
| Bayernliga 2008/09      | V      | 17.   | 039:66 | 36     |
| Landesliga Nord 2009/10 | VI     | 02.   | 117:35 | 88     |
| Bayernliga 2010/11      | V      | 09.   | 048:50 | 50     |
| Bayernliga 2011/12      | V      | 13.   | 058:70 | 41     |
| Bayernliga Nord 2012/13 | V      | 01.   | 081:31 | 77     |

Im Sommer 2004 gelang es Hertlein jedoch nicht mehr, die finanzielle Leistungsfähigkeit des Vereins nachzuweisen: Der DFB verweigerte die Regionalliga-Lizenz, der Zwangsabstieg in die Bayernliga war die Folge. In die Bayernligasaison 2004/05 startete die Mannschaft mit mehreren Akteuren aus dem Regionalliga-Kader. Doch schon nach wenigen Spielen musste Präsident Hertlein, der selbst größter Gläubiger des Vereins war, die Zahlungsunfähigkeit anmelden. Im Oktober 2004 erfolgte der Gang zum Insolvenzrichter, der einen Notvorstand einsetzte. Der FC 05 wurde aus der Bayernliga-Wertung genommen und stand als Absteiger fest, fast alle Akteure verließen den Verein. Um die Versetzung in die unterste Klasse zu vermeiden, mussten die verbleibenden Spiele als Freundschaftsspiele absolviert werden, was dank der Mitwirkung von mehreren Spielern der Meistermannschaft von 1990 gelang. In dieser chaotischen Phase fand 2005 das 100-jährige Bestehen des Vereins keine Beachtung.
Nach Abschluss des Insolvenzverfahrens erfolgte 2005 ein Neustart in der Landesliga Nord. Im zweiten Anlauf gelang dem neu formierten Team 2007 die Rückkehr in die Bayernliga, aus der man jedoch am Saisonende nach einer Niederlage im entscheidenden Relegationsspiel gegen den TSV Rain/Lech wieder abgestiegen wäre. Nur aufgrund von Lizenzentzügen in höheren Klassen erhielt der FC 05 am grünen Tisch für die Saison 2008/09 einen Bayernliga-Startplatz zugesprochen. Dem im Profibereich erfahrenen Trainer Werner Dressel gelang es jedoch auch in der folgenden Saison nicht, das Leistungsvermögen der Mannschaft zu steigern, so dass jetzt der Abstieg in die sechstklassige Landesliga erfolgte.
Die für Landesligaverhältnisse hochkarätig besetzte Mannschaft blieb nach dem Abstieg zusammen. Sie unterlag im Meisterschaftsrennen 2009/10 dem Würzburger FV, sicherte sich in der Relegation durch Siege über den VfB Eichstätt und die SpVgg Ansbach 09 aber doch noch den Aufstieg in die Bayernliga. Dort etablierte man sich im ersten Jahr mit einem Platz im gesicherten Mittelfeld. Unter dem neuen Trainer Klaus Scheer nannte der Verein für die Qualifikationssaison 2011/12 den Aufstieg in die neue viertklassige Regionalliga Bayern als Saisonziel. Als Tabellendreizehnter musste man nach Saisonende in die Relegation, scheiterte jedoch in zwei Spielen an der zweiten Mannschaft des FC Augsburg, was die Eingliederung in die fünftklassige Bayernliga Nord bedeutete. In der folgenden Spielzeit 2012/13 wurde der Verein unter dem neuen Trainer Gerd Klaus Meister der Bayernliga Nord und stieg mit einem Jahr Verspätung in die Regionalliga Bayern auf. Dieser Erfolg verhinderte jedoch nicht, dass die Schweinfurter in den folgenden Jahren ihren jahrzehntelangen Status als „Mainfrankens Nr.1“ vorübergehend an die Würzburger Kickers verloren.

### 2013–2025: Regionalliga Bayern und Pokalerfolge
| Saison                      | Platz | Tore  | Punkte |
| --------------------------- | ----- | ----- | ------ |
| Regionalliga Bayern 2013/14 | 16.   | 46:71 | 36     |
| Regionalliga Bayern 2014/15 | 13.   | 46:55 | 39     |
| Regionalliga Bayern 2015/16 | 14.   | 44:52 | 38     |
| Regionalliga Bayern 2016/17 | 08.   | 57:61 | 48     |
| Regionalliga Bayern 2017/18 | 03.   | 79:52 | 68     |
| Regionalliga Bayern 2018/19 | 04.   | 55:43 | 55     |
| Regionalliga Bayern 2019–21 | 01.   |       |        |
| Regionalliga Bayern 2021/22 | 05.   | 96:56 | 62     |
| Regionalliga Bayern 2022/23 | 06.   | 77:64 | 59     |
| Regionalliga Bayern 2023/24 | 11.   | 48:57 | 44     |
| Regionalliga Bayern 2024/25 | 01.   | 70:39 | 68     |

Die ersten drei Jahre in der Fußball-Regionalliga Bayern waren vom Kampf um den Klassenerhalt geprägt. In einem dramatischen Finale der Saison 2013/14 konnte der Abstieg nur mit viel Glück verhindert werden. In der 90. Minute des letzten Spiels lag die Mannschaft vor heimischer Kulisse mit 1:3 gegen den SV Heimstetten zurück und belegte damit einen direkten Abstiegsplatz, ehe in der siebenminütigen Nachspielzeit noch drei Tore zum 4:3-Sieg gelangen, was für die nun punktgleiche SpVgg Bayern Hof aufgrund der um ein Tor schlechteren Tordifferenz den Abstieg bedeutete. In der Relegation konnte man sich dann souverän gegen den TSV Aubstadt und 1860 Rosenheim durchsetzen und so doch noch die Klasse halten. In der folgenden Regionalliga-Saison 2014/15 erreichte der FC 05 den 13. Tabellenplatz, in der Spielzeit 2015/16 sicherten sich die Unterfranken erst am letzten Spieltag den direkten Klassenerhalt.
Vor der Saison 2016/17 erklärte Präsident Markus Wolf, der mit seiner Firma Wolf-Möbel in den zwei Jahren zuvor auch als Trikotsponsor des 1. FC Nürnberg in Erscheinung getreten war, den Aufstieg in die 3. Liga in absehbarer Zeit zum Ziel. Damit einher ging die Umstellung auf Vollprofitum, was durch die Ausgliederung der ersten Mannschaft in die 1. FC Schweinfurt 1905 Fußball GmbH im Oktober 2016 ermöglicht wurde.
Die mit zahlreichen namhaften Spielern wie Marco Haller, Marius Willsch und Adam Jabiri verstärkte Mannschaft konnte sich in der Regionalliga-Saison 2016/17 im vorderen Mittelfeld etablieren, ins Meisterschaftsrennen jedoch konnte sie zu keinem Zeitpunkt eingreifen. Immerhin gelang es, dem späteren Meister und Drittliga-Aufsteiger SpVgg Unterhaching die einzige Saison-Niederlage zuzufügen. In der gleichen Saison gewann die Mannschaft durch einen 1:0-Finalsieg über den Wacker Burghausen erstmals den Bayerischen Toto-Pokal. Damit war der Verein nach 15 Jahren Abwesenheit wieder für die Teilnahme an der ersten DFB-Pokal-Hauptrunde qualifiziert.

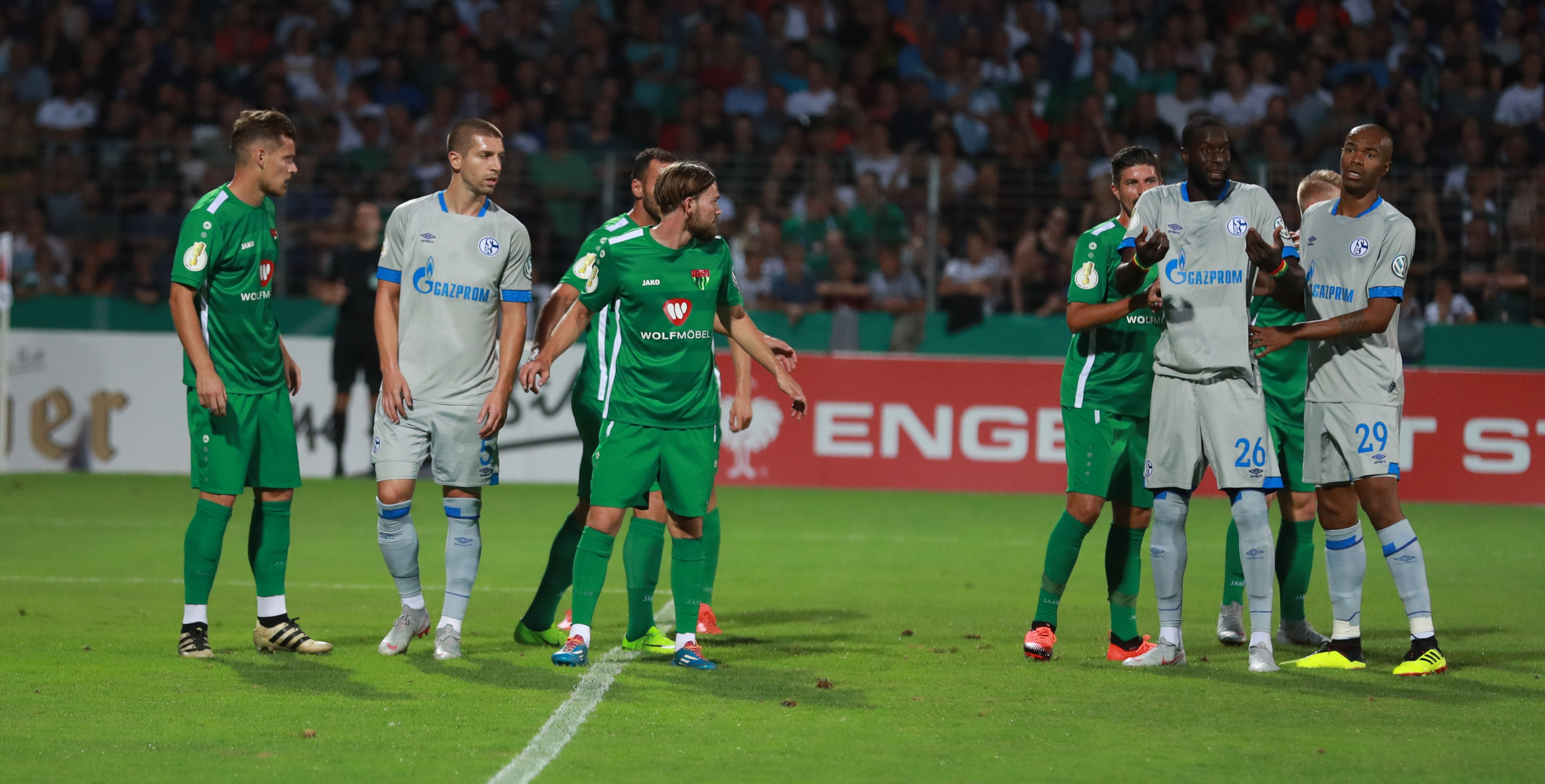
DFB-Pokal 2018/19: 1. FC Schweinfurt 05 gegen FC Schalke 04 (0:2)

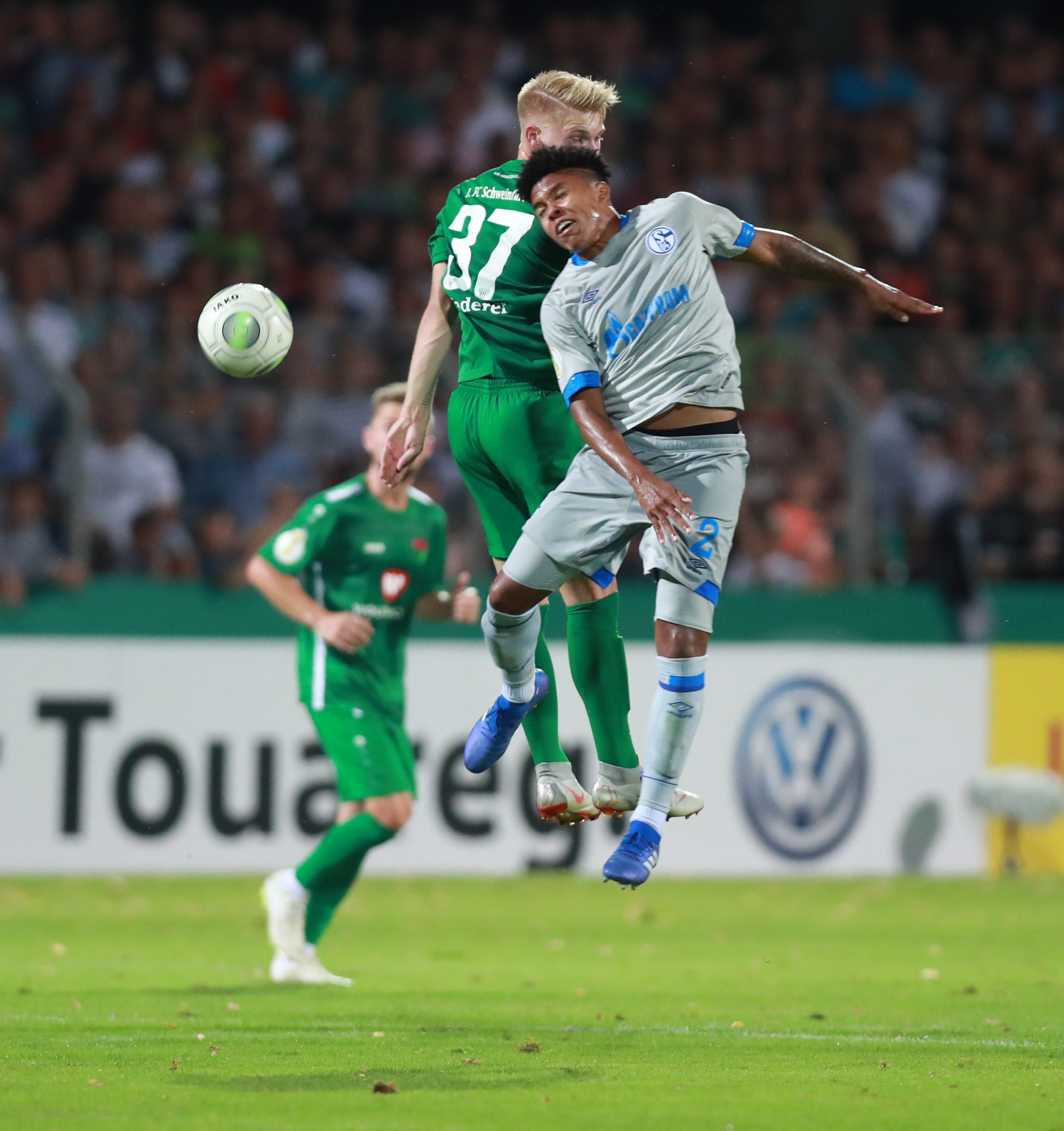
DFB-Pokal 2018/19.
Weston McKennie (FC Schalke 04) und Stefan Maderer (1. FC Schweinfurt 05)

In dieser ersten Runde 2017/18 besiegte der FC 05 den Zweitligisten SV Sandhausen mit 2:1. In der zweiten Runde unterlag man im mit 15.060 Zuschauern seit langem wieder ausverkauften Willy-Sachs-Stadion dem späteren Pokalsieger Eintracht Frankfurt mit 0:4. Mit dem Erreichen der zweiten Runde im DFB-Pokal 2017/18 feierte man den größten Erfolg in der jüngeren Vereinsgeschichte und untermauerte seine Ambitionen auf eine Rückkehr auf die nationale Fußball-Bühne.
In der Regionalliga-Saison 2017/18 konnte der FC Schweinfurt 05 jedoch die Meisterschaft des aufgrund einer fehlenden Drittliga-Lizenz in die vierte Spielklasse eingegliederten Zweitliga-Absteigers TSV 1860 München nicht gefährden. Schweinfurt beendete die Spielzeit auf dem dritten Platz, Mittelstürmer Adami Jabiri wurde mit 28 Treffern Torschützenkönig der Regionalliga Bayern. Durch einen 3:1-Finalsieg gegen die SpVgg Bayreuth gelang dem FC 05 die erfolgreiche Titelverteidigung im Bayerischen Toto-Pokal und damit erneut der Einzug in die erste Hauptrunde des DFB-Pokals.
Um trotz der Weggänge der beiden Leistungsträger Herbert Paul und Marius Willsch den Kader für den angestrebten Drittliga-Aufstieg weiter zu verstärken, verpflichtete Schweinfurt zur Saison 2018/19 unter dem neuen Trainer Timo Wenzel neben dem ehemaligen U-17-Europameister Florian Trinks unter anderem die beiden erfahrenen Profispieler Stefan Kleineheismann und Ronny Philp. In der ersten DFB-Pokal-Hauptrunde unterlag die Mannschaft im ausverkauften Willy-Sachs-Stadion mit 0:2 gegen Bundesligist FC Schalke 04, welcher erstmals bei der 2:3-Niederlage im Tschammerpokal-Halbfinale 1936 Gegner war.
In der ersten Hauptrunde des DFB-Pokals 2020/21 verlor Schweinfurt in der Arena auf Schalke nach einer 1:0-Führung durch Martin Thomann mit 1:4 erneut gegen den FC Schalke 04. Am Ende der aufgrund der COVID-19-Pandemie in Deutschland auf zwei Jahre verlängerten und dennoch abgebrochenen Saison 2019–21 qualifizierte sich der FC 05 in einer Play-off-Runde gegen die SpVgg Bayreuth und Viktoria Aschaffenburg im Mai 2021 als Meister der Regionalliga Bayern für die beiden Aufstiegsspiele zur 3. Liga gegen den TSV Havelse (Regionalliga Nord),
in welchen sich Schweinfurt nach jeweils zwei 0:1-Niederlagen jedoch nicht durchsetzen konnte.

### 2025: Aufstieg in die 3. Liga
Nachdem zur Saison 2023/24 die Rückkehr der ersten Fußballmannschaft zum Amateurstatus verkündet wurde,
wurde das Team in der folgenden Spielzeit 2024/25 Meister der Fußball-Regionalliga Bayern und stieg in die 3. Liga auf.

## Erfolge
| Deutsche Fußballmeisterschaft - Achtelfinale: 1942 Oberliga Süd (I) - Dritter: 1954/55 Gauliga Bayern (I) - Meister: (2) 1938/39, 1941/42 - Vizemeister: (2) 1936/37, 1942/43a 2. Bundesliga Süd (II) - Dritter: 1974/75 Regionalliga Süd (II)-(III) - Meister: 1965/66 (II) - Dritter: 2000/01b (III) Bayernliga (III)-(IV) - Meister: (2) 1989/90b (III), 1997/98 (IV) - Vizemeister: (2) 1981/82, 1988/89 (III) Regionalliga Bayern (IV) - Meister: (2) 2019–21, 2024/25c Bayernliga Nord (V) - Meister: 2012/13 Landesliga Nord (IV)-(VI) - Meister: (3) 1983/84, 1985/86 (IV), 2006/07 (V) - Vizemeister: 2009/10 (VI) Landesliga Nordwest (VI) - Meister: 2016/17d | DFB-Pokal (bis 1943 Tschammerpokal) - Halbfinale: 1936 - Achtelfinale: (2) 1954/55, 1989/90 Süddeutscher Pokal - Finale: (3) 1933, 1957, 1958 Bayerischer Pokal - Sieger: (3) 1933e, 2016/17, 2017/18 Unterfränkischer Pokal - Sieger: (5) 1927f, 1963d, 1996, 2006, 2009 a Gauliga Nordbayern b Aufstieg in die 2. Bundesliga c Aufstieg in die 3. Liga d Zweite Mannschaft e Bayerischer Pokalmeister f Unterfränkischer Pokalmeister |

## Teilnahmen an den Endrunden zur deutschen Fußballmeisterschaft
Alle Spiele des 1. FC Schweinfurt 05 in den Endrunden zur deutschen Fußballmeisterschaft:
| Saison | Runde        | Datum          | Heimmannschaft       | Gastmannschaft       | Ergebnis | Zuschauer |
| ------ | ------------ | -------------- | -------------------- | -------------------- | -------- | --------- |
| 1939   | Gruppenrunde | 10. April 1939 | Warnsdorfer FK       | 1. FC Schweinfurt 05 | 1:4      | 04.000    |
| 1939   | Gruppenrunde | 16. April 1939 | 1. FC Schweinfurt 05 | Dresdner SC          | 1:0      | 15.000    |
| 1939   | Gruppenrunde | 30. April 1939 | 1. FC Schweinfurt 05 | Warnsdorfer FK       | 4:2      | 06.000    |
| 1939   | Gruppenrunde | 7. Mai 1939    | Dresdner SC*         | 1. FC Schweinfurt 05 | 1:0      | 40.000    |
| 1942   | Achtelfinale | 24. Mai 1942   | SG SS Straßburg      | 1. FC Schweinfurt 05 | 2:1      | 12.000    |

* Dresdner SC bei Punktgleichheit mit Schweinfurt Gruppensieger aufgrund des besseren Torverhältnisses

## Tschammerpokal- und DFB-Pokal-Teilnahmen
Alle Spiele des 1. FC Schweinfurt 05 im Tschammerpokal (bis 1943) und DFB-Pokal:
| Saison  | Runde         | Datum               | Heimmannschaft         | Gastmannschaft         | Ergebnis  | Zuschauer |
| ------- | ------------- | ------------------- | ---------------------- | ---------------------- | --------- | --------- |
| 1935    | 1. Hauptrunde | 1. September 1935   | 1. FC Schweinfurt 05   | SV 08 Steinach         | 4:0       | 01.500    |
| 1935    | 2. Hauptrunde | 22. September 1935  | PSV Chemnitz           | 1. FC Schweinfurt 05   | 4:2       | 07.000    |
| 1936    | 1. Hauptrunde | 14. Juni 1936       | 1. FC Schweinfurt 05   | FC Hanau 93            | 4:0       | 02.000    |
| 1936    | 2. Hauptrunde | 28. Juni 1936       | 1. FC Schweinfurt 05   | SV 1898 Feuerbach      | 5:2       | 01.500    |
| 1936    | Achtelfinale  | 6. September 1936   | TSG Ulm 1846           | 1. FC Schweinfurt 05   | 2:4       | 03.000    |
| 1936    | Viertelfinale | 25. Oktober 1936    | SV Waldhof Mannheim    | 1. FC Schweinfurt 05   | 1:2       | 10.000    |
| 1936    | Halbfinale    | 8. November 1936    | FC Schalke 04          | 1. FC Schweinfurt 05   | 3:2       | 07.000    |
| 1939    | 1. Hauptrunde | 20. August 1939     | 1. FC Schweinfurt 05   | SC Wacker Wien         | 2:3 n. V. | 02.500    |
| 1942    | 1. Hauptrunde | 20. Juli 1942       | FC Hanau 93            | 1. FC Schweinfurt 05   | 2:1       | 02.000    |
| 1943    | 1. Hauptrunde | 12. September 1943a | KSG Schweinfurt        | 1. FC Nürnberg         | 2:4       | 05.000    |
| 1954/55 | 1. Hauptrunde | 15. August 1954     | Tennis Borussia Berlin | 1. FC Schweinfurt 05   | 2:4       | 20.000    |
| 1954/55 | Achtelfinale  | 26. September 1954  | FC Schalke 04          | 1. FC Schweinfurt 05   | 1:1 n. V. | 05.000    |
| 1954/55 | Achtelfinale  | 7. Oktober 1954     | 1. FC Schweinfurt 05   | FC Schalke 04          | 0:1b      | 07.000    |
| 1967/68 | 1. Hauptrunde | 27. Januar 1968     | 1. FC Schweinfurt 05   | Eintracht Frankfurt    | 1:2 n. V. | 10.000    |
| 1968/69 | 1. Hauptrunde | 22. Januar 1969     | Arminia Hannover       | 1. FC Schweinfurt 05   | 4:0       | 03.174    |
| 1971/72 | 1. Hauptrunde | 4. Dezember 1971    | 1. FC Schweinfurt 05   | Eintracht Frankfurt    | 1:0       | 10.000    |
| 1971/72 | 1. Hauptrunde | 15. Dezember 1971   | Eintracht Frankfurt    | 1. FC Schweinfurt 05   | 6:1c      | 03.000    |
| 1974/75 | 1. Hauptrunde | 7. September 1974   | 1. FC Schweinfurt 05   | 1. FC Kaiserslautern   | 3:4       | 14.000    |
| 1975/76 | 1. Hauptrunde | 2. August 1975      | Tennis Borussia Berlin | 1. FC Schweinfurt 05   | 2:0       | 03.000    |
| 1976/77 | 1. Hauptrunde | 7. August 1976      | 1. FC Schweinfurt 05   | FV Hassia Bingen       | 2:3       | 02.000    |
| 1989/90 | 1. Hauptrunde | 19. August 1989     | 1. FC Schweinfurt 05   | Altona 93              | 1:0       | 02.100    |
| 1989/90 | 2. Hauptrunde | 23. September 1989  | 1. FC Schweinfurt 05   | Blau-Weiß 90 Berlin    | 4:2       | 06.500    |
| 1989/90 | Achtelfinale  | 11. November 1989   | 1. FC Schweinfurt 05   | Eintracht Braunschweig | 0:2       | 12.000    |
| 1991/92 | 1. Hauptrunde | 27. Juli 1991       | 1. FC Schweinfurt 05   | SV Waldhof Mannheim    | 1:6       | 02.300    |
| 1996/97 | 1. Hauptrunde | 10. August 1996     | 1. FC Schweinfurt 05   | Hansa Rostock          | 2:5       | 05.000    |
| 2002/03 | 1. Hauptrunde | 30. August 2002     | 1. FC Schweinfurt 05   | 1. FC Union Berlin     | 1:2 n. V. | 02.500    |
| 2017/18 | 1. Hauptrunde | 13. August 2017     | 1. FC Schweinfurt 05   | SV Sandhausen          | 2:1       | 04.610    |
| 2017/18 | 2. Hauptrunde | 24. Oktober 2017    | 1. FC Schweinfurt 05   | Eintracht Frankfurt    | 0:4       | 15.060    |
| 2018/19 | 1. Hauptrunde | 17. August 2018     | 1. FC Schweinfurt 05   | FC Schalke 04          | 0:2       | 15.060    |
| 2020/21 | 1. Hauptrunde | 3. November 2020    | 1. FC Schweinfurt 05   | FC Schalke 04          | 1:4d      | 0         |

a Spielverlegung nach den Luftangriffen auf Schweinfurt am 17. August 1943
b Wiederholungsspiel
c Eintracht Frankfurt Gesamtsieger mit 6:2 Toren
d Das Spiel fand nach Abgabe des Heimrechts durch Schweinfurt in der Arena auf Schalke in Gelsenkirchen statt

## Bemerkenswerte Ereignisse

### Letztes Heimspiel gegen den FC Bayern
Das letzte Heim-Pflichtspiel des FC 05 gegen die erste Mannschaft des FC Bayern München fand in der Regionalliga Süd (damals 2. Spielklasse) in der Saison 1964/65 statt. Der FC 05 siegte mit 4:1. Zur Stammelf des FC Bayern gehörten bereits die damals überregional noch völlig unbekannten Spieler Sepp Maier, Franz Beckenbauer und Gerd Müller. Im Rückspiel in München unterlag der FC 05 jedoch mit 0:4. Der FC Bayern wurde Meister und stieg in die Bundesliga auf. In der nachfolgenden Regionalliga-Saison 1965/66 wurde der FC 05 Meister, scheiterte jedoch in der Bundesliga-Aufstiegsrunde.

### 10:0 gegen SSV Reutlingen 05
In der Saison 1968/69 der Regionalliga Süd, in der der FC 05 und der SSV Reutlingen 05 im vorderen Mittelfeld unterwegs waren, schlug der FC 05 zuhause Reutlingen mit 10:0. Im Spiel hatte sich eine Eigendynamik entwickelt.

### 5 Tore in 10 Minuten beim Spiel gegen den KSC
In derselben Liga kämpfte in der Saison 1972/73 der Karlsruher SC um einen Relegationsplatz zum Aufstieg in die Bundesliga und der FC 05 gegen den Abstieg. Am 27. Spieltag kam der KSC zum Rückspiel nach Schweinfurt. Bis um die 80. Minute führte der KSC mit 2:0, das Spiel schien entschieden und viele Zuschauer verließen das Stadion. Dem FC 05 gelang kurz danach der Anschlusstreffer zum 2:1, kurz später der Ausgleich und dann auch noch der vermeintliche Siegtreffer zum 3:2. An den Parkplätzen hörten die abgewanderten Zuschauer die wiederholten Torschreie und kamen teilweise zurück ins Stadion. Unmittelbar vor Spielschluss gelang dem KSC der Ausgleich mit Hilfe einer foulverdächtigen Situation, die der Schiedsrichter nicht ahndete. Das Stadion wurde zum Hexenkessel. Wütend wurde vom FC 05 der Ball umgehend auf den Anstoßpunkt gesetzt und mit dem letzten Spielzug förmlich ins gegnerische Tor „getragen“, zum umjubelnden 4:3-Sieg, der dazu beitrug, den ersten Abstieg nach über 40 Jahren zu verhindern.

### Chaos beim Aufstieg in die 3. Liga
Das Mainfranken-Derby gegen den Rivalen Würzburger Kickers in der Regionalliga-Saison 2024/25 endete im Sachs-Stadion beinahe im Chaos. Das Spiel vor 12.000 Zuschauern, in dem der FC 05 durch einen 2:1 Sieg den Aufstieg die 3. Liga feiern konnte, stand kurz vor dem Abbruch und wäre dann ein Fall für die Sportgerichte geworden. Die Gästefans schossen große Mengen Pyrotechnik und Raketen, u. a. gezielt auf das Spielfeld und in Richtung des Fanblocks des FC 05. In der Folge versank das Sachs-Stadion in dichtem Nebel, und viele Zuschauer mussten sich in Sicherheit bringen (siehe auch: Videos).

## Stadion

### Geschichte

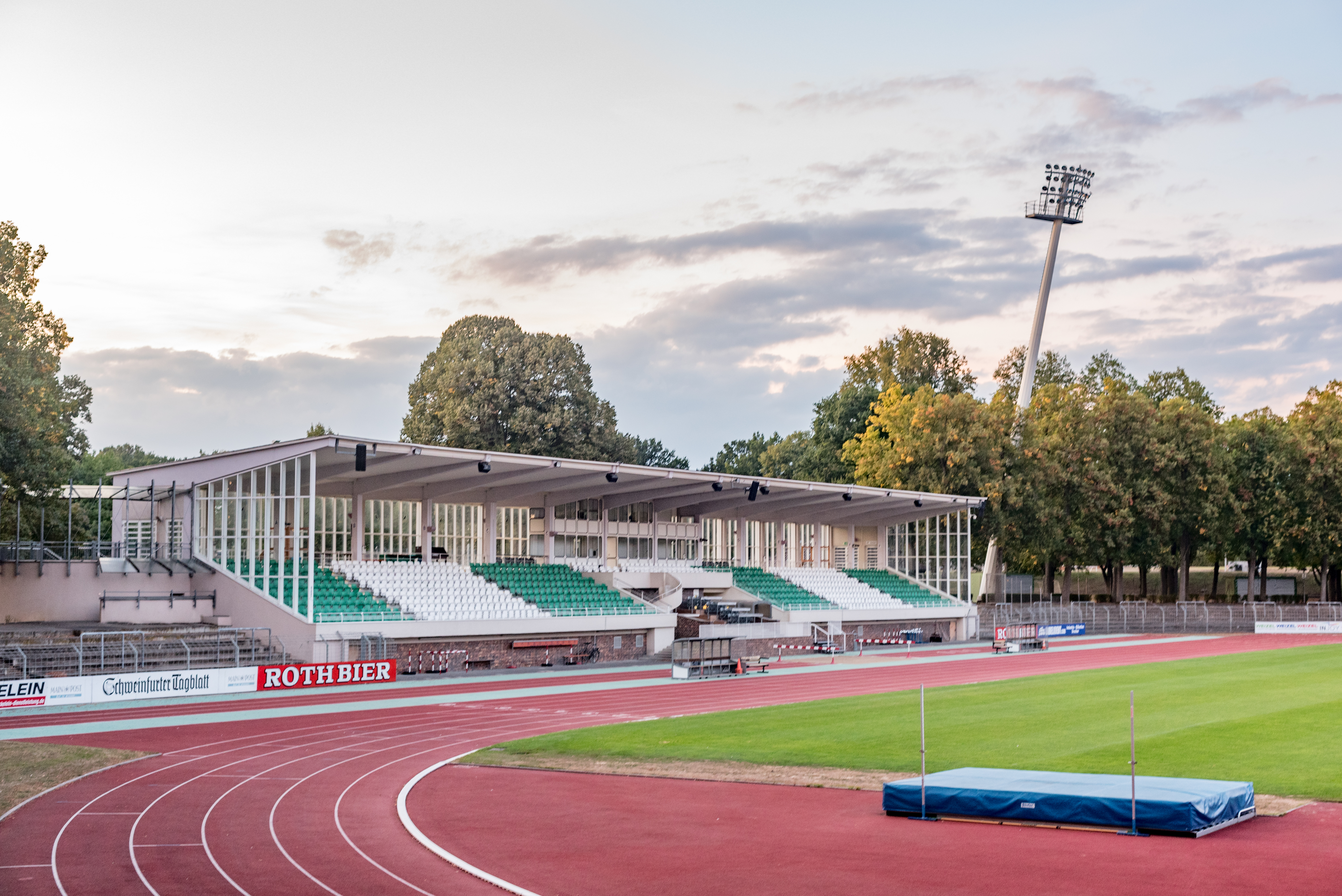
Sachs-Stadion mit Haupttribüne von Paul Bonatz, mit grün-weißen Sitzen in den Farben des FC 05 (2019)

Das Stadion wurde 1936, wenige Tage vor Beginn der Olympischen Sommerspiele in Berlin, als Willy-Sachs-Stadion eingeweiht. Gestiftet wurde der gesamte Sportpark von Willy Sachs, Alleininhaber des von seinem Vater Ernst Sachs gegründeten Unternehmens Fichtel & Sachs. Im Stiftungsschreiben legte Sachs als Mäzen vom FC Schweinfurt 05 für die „Dauer des Bestehens des Vereins“ das alleinige Erstnutzungsrecht aller Stadioneinrichtungen fest.
Der Architekt des Stuttgarter Hauptbahnhofs Paul Bonatz entwarf die Haupttribüne. Die gesamte Anlage wurde damals als vorbildlich und für eine Stadt der Größe Schweinfurts als nahezu einzigartig in Deutschland eingestuft. Der gesamte Stadionpark überstand unbeschadet die Bombenangriffe des Zweiten Weltkrieges und steht unter Denkmalschutz. Der Zuschauerrekord (22.500) wurde im Weltmeisterjahr 1954 in einem Freundschaftsspiel gegen den 1. FC Kaiserslautern aufgestellt.
Zur Einweihung des Stadions am 23. Juli 1936 waren mit dem Reichsführer SS Heinrich Himmler, Reichsorganisationsleiter Robert Ley und dem Reichsstatthalter von Bayern, Franz Ritter von Epp, führende nationalsozialistische Politiker anwesend. Bereits am Vortag hatte der mit Sachs befreundete Hermann Göring die Anlage besichtigt. Zum Eröffnungsspiel mit dem FC 05 kam der Deutsche Meister von 1935 FC Schalke 04 (2:2).
Wegen der Verstrickungen von Willy Sachs mit dem Nationalsozialismus war der Stadionname lange bundesweit umstritten.
Im Juni 2021 stimmte schließlich der Schweinfurter Stadtrat in einer Mehrheitsentscheidung für die Änderung des Namens in Sachs-Stadion, in Anerkennung der Bedeutung der Firma Fichtel & Sachs (heute zu ZF Friedrichshafen) für die Entwicklung der Stadt Schweinfurt.

### Beschreibung

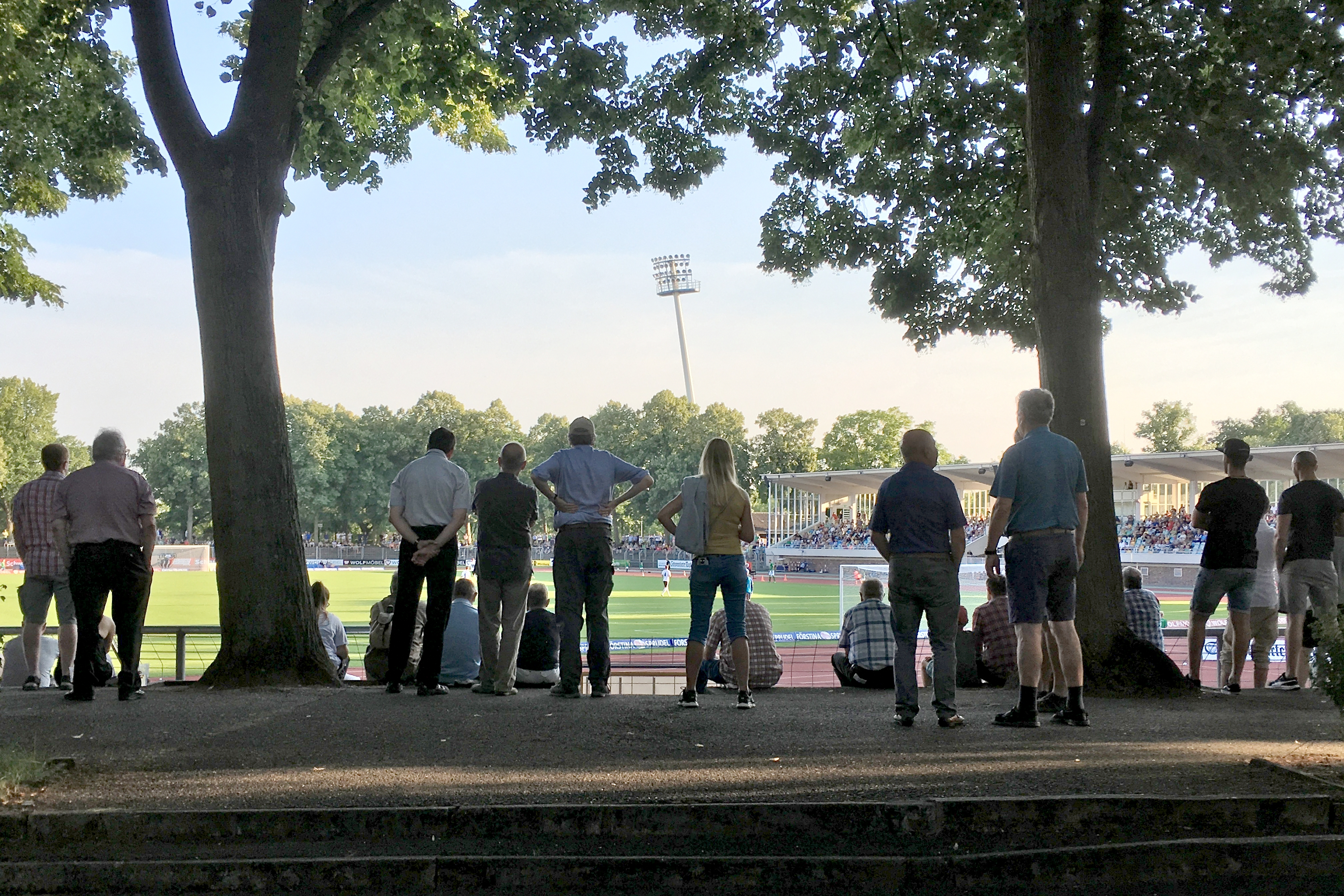
Sachs-Stadion bei einem Spiel des FC 05 in der Regionalliga Bayern (2017)

Das Sachs-Stadion ist ein klassisches Fußballstadion mit integrierter Leichtathletikanlage und Marathontor, umgeben von zwei Reihen hoher Linden. Das Fassungsvermögen von einstmals über 20.000 Zuschauern wurde in Folge neuerer Sicherheitsstandards auf 15.060 Zuschauer beschränkt, darunter 860 Sitzplätze auf der überdachten Haupttribüne. Das Stehplatz-Stadion der Vorkriegszeit blieb, abgesehen von technischen Einbauten, unverändert erhalten, was wohl beispiellos ist.
Um die Auflagen für die Zweite Fußball-Bundesliga zu erfüllen, wurde das Stadion im Sommer 2001 umfassend saniert und modernisiert, eine Flutlichtanlage mit vier 38 Meter hohen Schrägmasten wurde installiert. Für den erneuten Wiederaufstieg des FC 05 in den Profifußball im Jahr 2025 in die 2008 eingeführte 3. Liga musste das Sachs-Stadion gemäß den neuen, wesentlich erweiterten Lizenz-Anforderungen des DFB weiter ausgebaut werden, mit den beiden Hauptanforderungen einer Sitzplatztribüne auf der Gegengeraden und dem Einbau einer Rasenheizung. Bei allen Baumaßnahmen blieb jedoch das Gesamtbild des denkmalgeschützten Stadions erhalten.
Das mit dem Auto leicht erreichbare Sachs-Stadion in der Mitte Mainfrankens ist mit vierspurigen Zufahrtsstraßen an die A 70 und A 71 angebunden. Zusammen mit dem benachbarten Volksfestplatz, der als kostenfreier Großparkplatz dient, besitzt das Stadion eine sehr großzügige Infrastruktur.

## Spieler

### Drittliga-Kader 2025/26
Stand: 9. August 2025
| Nr.        | Nat.          | Name                  | Geburtstag    | Im Verein seit |     |     |
| Tor        | Tor           | Tor                   | Tor           | Tor            | Tor | Tor |
| ---------- | ------------- | --------------------- | ------------- | -------------- | --- | --- |
| 01         | Deutschland   | Toni Stahl            | 17. Sep. 1999 | 2025           |     |     |
| 36         | Deutschland   | Emil Zorn             | 19. März 2006 | 2023           |     |     |
| 40         | Deutschland   | Maximilian Weisbäcker | 18. Apr. 2001 | 2025           |     |     |
| Abwehr     |               |                       |               |                |     |     |
| 02         | Deutschland   | Nick Doktorczyk       | 27. Okt. 2005 | 2024           |     |     |
| 04         | Deutschland   | Kevin Frisorger       | 19. Feb. 2000 | 2024           |     |     |
| 06         | Deutschland   | Lucas Zeller          | 14. März 2000 | 2025           |     |     |
| 07         | Deutschland   | Leonard Langhans      | 23. Okt. 1998 | 2024           |     |     |
| 08         | Deutschland   | Thomas Meißner        | 26. März 1991 | 2024           |     |     |
| 18         | Deutschland   | Luka Trslic           | 8. Mai 2001   | 2023           |     |     |
| 19         | Deutschland   | Nils Piwernetz        | 3. Apr. 2000  | 2023           |     |     |
| 21         | Deutschland   | Lauris Bausenwein     | 6. März 2005  | 2024           |     |     |
| 23         | Deutschland   | Pius Krätschmer       | 16. Juni 1997 | 2025           |     |     |
| Mittelfeld |               |                       |               |                |     |     |
| 03         | Deutschland   | Devin Angleberger     | 5. März 2003  | 2024           |     |     |
| 05         | Deutschland   | Nico Grimbs           | 19. Feb. 2004 | 2025           |     |     |
| 13         | Deutschland   | Kristian Böhnlein     | 10. Mai 1990  | 2020           |     |     |
| 14         | Deutschland   | Martin Thomann        | 31. Mai 1994  | 2024           |     |     |
| 15         | Deutschland   | Kevin Fery            | 31. März 1994 | 2012           |     |     |
| 24         | Deutschland   | Tim Latteier          | 20. Mai 2000  | 2025           |     |     |
| 27         | Deutschland   | Uche Obiogumu         | 27. Apr. 2004 | 2025           |     |     |
| 30         | Deutschland   | Johannes Geis         | 17. Aug. 1993 | 2025           |     |     |
| 33         | Deutschland   | Joshua Endres         | 22. März 1997 | 2024           |     |     |
| 37         | Deutschland   | Sebastian Müller      | 23. Jan. 2001 | 2024           |     |     |
| 38         | Deutschland   | Luka KalandiaU19      | 30. Aug. 2006 | 2022           |     |     |
| 39         | Deutschland   | Altin IbisiU19        | 21. Juli 2006 | 2022           |     |     |
| Sturm      |               |                       |               |                |     |     |
| 09         | Deutschland   | Erik Shuranov         | 22. Feb. 2002 | 2025           |     |     |
| 10         | Deutschland   | Michael Dellinger     | 13. Mai 1993  | 2024           |     |     |
| 17         | Deutschland   | Jakob Tranziska       | 25. Juni 2001 | 2025           |     |     |
| 25         | Deutschland   | Manuel Wintzheimer    | 10. Jan. 1999 | 2025           |     |     |
| 28         | Liechtenstein | Fabio Luque-Notaro    | 31. Aug. 2005 | 2025           |     |     |

### Transfers der Saison 2025/26
| Zugänge | Abgänge |
| Sommerpause 2025 | Sommerpause 2025 |
| --- | --- |
| - Johannes Geis (SpVgg Unterhaching) - Nico Grimbs (SpVgg Greuther Fürth II) - Pius Krätschmer (SV Eintracht Hohkeppel) - Tim Latteier (FSV Frankfurt) - Fabio Luque-Notaro (FC Vaduz II) - Uche Obiogumu (1. FC Nürnberg II; Leihe) - Erik Shuranov (Maccabi Haifa) - Toni Stahl (Hannover 96 II) - Maximilian Weisbäcker (FV Illertissen) - Manuel Wintzheimer (1. FC Nürnberg) | - Spase Arsov (SG Bad Soden) - Fabio Bozeșan (South Florida Bulls) - Markus Einsiedler (TSG Sommerhausen) - Tom Feulner (Vertragsende; Ziel unbekannt) - Patrick Hofmann (Würzburger Kickers) - Julian Kudala (SSV Ulm 1846; Leihende) - Lukas Schneller (FC Bayern München II; Leihende) - Nico Stephan (TSV Großbardorf) - Elias Wehner (DJK Schwebenried/Schwemmelsbach) - Max Wolf (Vertragsende; Ziel unbekannt) |
| nach Saisonbeginn | |
| | - Valentin Schmitt (FC Eintracht Bamberg; Leihe) |

### Ehemalige Spieler

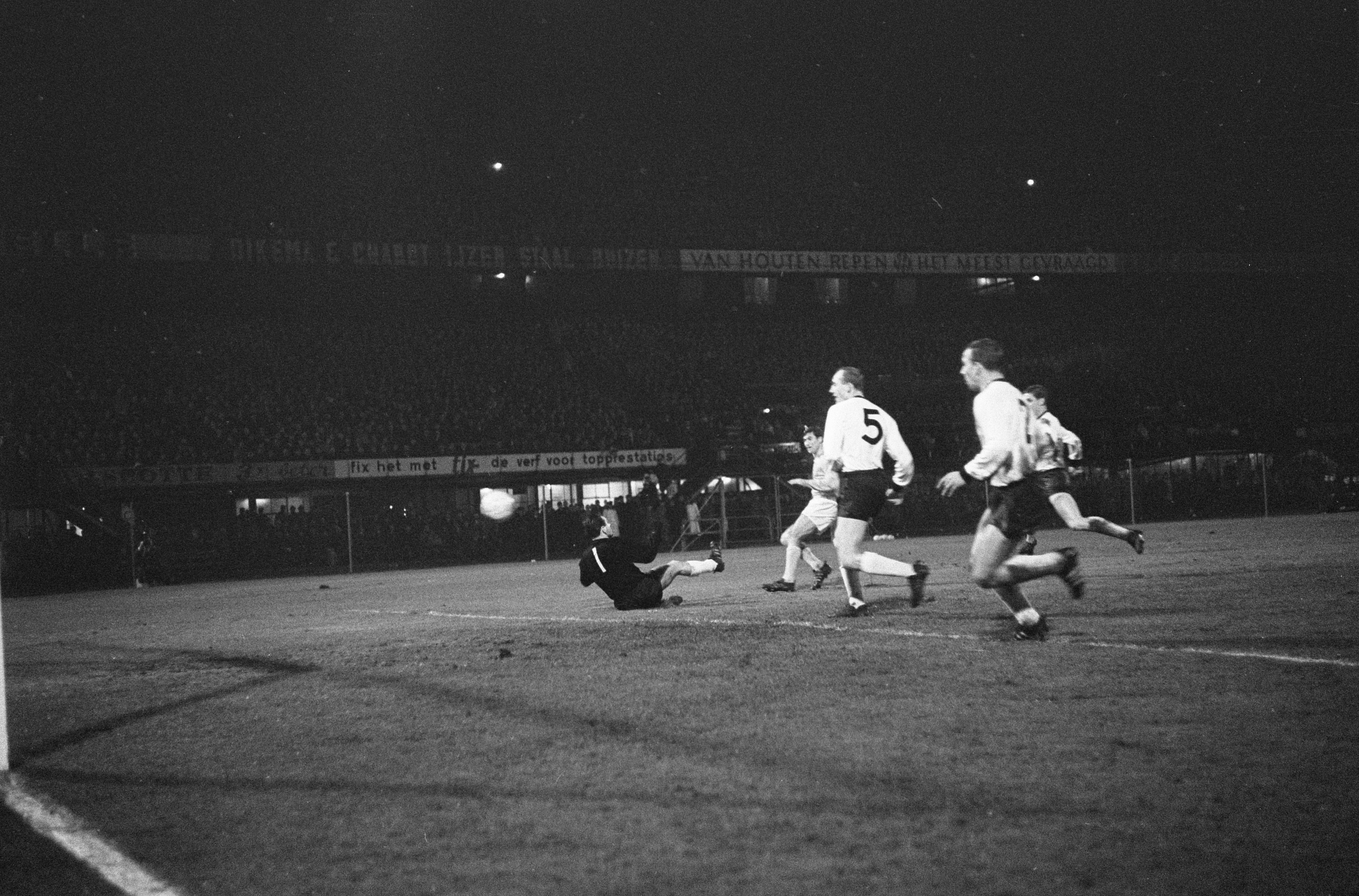
Nationaltorhüter Günter Bernard beim Freundschaftsspiel gegen die Niederlande, 23. März 1966 Rotterdam. Endstand 2:4

| - Albin Kitzinger - Andreas Kupfer - Robert Bernard - Paul Gorski - Jakob Lotz - Hans Stumpf - Ludwig Merz - Erwin Aumeier - Günter Bernard - Dieter Höller - Rolf Schweighöfer - Harald Aumeier - Lothar Emmerich - Wolfgang Nöth | - Rainer Skrotzki - Dieter Stosberg - Erwin Albert - Bernhard Winkler - Dirk Bakalorz - Michael Glowatzky - Reiner Wirsching - Martin Schneider - Ermin Melunović - Festus Agu - Sebastian Kneißl - Florian Trinks - Daniel Adlung - Adam Jabiri |

### Internationale Berufungen
Deutsche Fußballnationalmannschaft (Einsätze/Tore)
- Albin Kitzinger: 44/2
- Andreas Kupfer: 44/1
- Günter Bernard: 2/0 (3 weitere Einsätze als Spieler von Werder Bremen)

Europäische Fußballauswahl (Einsätze/Tore)
- Albin Kitzinger: 1/0
- Andreas Kupfer: 1/0

## Trainer

### Aktueller Trainer- und Mitarbeiterstab
| Name                                  | Funktion                         |
| Trainerstab                           | Trainerstab                      |
| ------------------------------------- | -------------------------------- |
| Victor Kleinhenz                      | Cheftrainer (seit 01. Juli 2024) |
| Michael Gehret                        | Co-Trainer                       |
| Gregor Opfermann                      | Co-Trainer                       |
| Norbert Kleider                       | Torwarttrainer                   |
| Geschäftsführung & Sportliche Leitung |                                  |
| Markus Wolf                           | Geschäftsführer                  |
| Andreas Brendler                      | Sportdirektor                    |
| Marcel Kühlinger                      | Sportdirektor                    |
| Medizinische Betreuung                |                                  |
| Herwerth                              | Mannschaftsarzt                  |
| M. Blanke                             | Mannschaftsarzt                  |

### Ehemalige Trainer

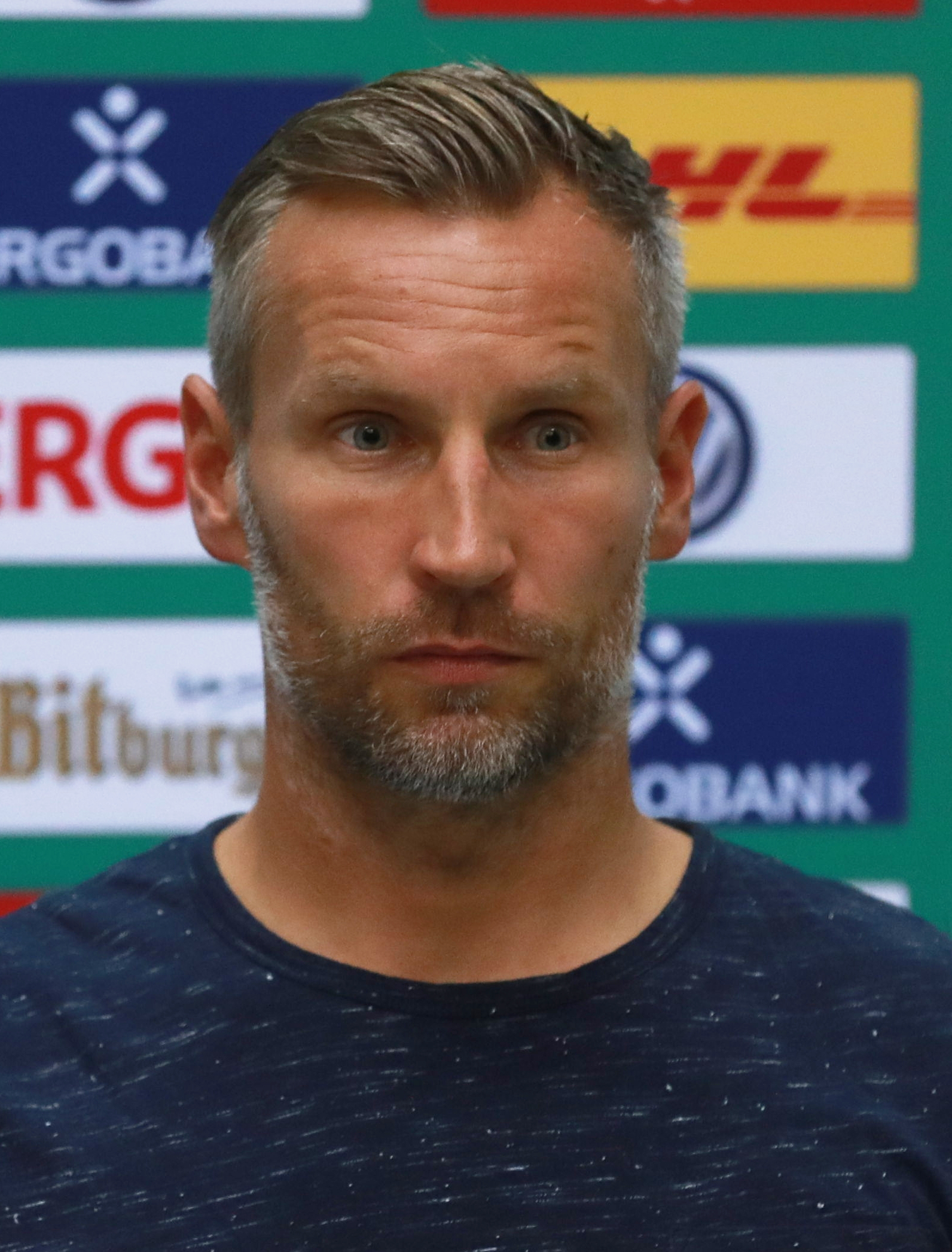
Timo Wenzel 2018 als Trainer des FC 05

Trainer des 1. FC Schweinfurt 05 seit 1929:
| Trainer            | von                | bis                |
| ------------------ | ------------------ | ------------------ |
| Karl Willnecker    | 1. Juli 1929       | 30. Juni 1930      |
| Fritz Teufel       | 1. Juli 1930       | 30. Juni 1933      |
| Leonhard Seiderer  | 1. Juli 1933       | 30. Juni 1934      |
| Fritz Bennöder     | 1. Juli 1934       | 30. Juni 1935      |
| Hans Sauerwein     | 1. Juli 1936       | 30. Juni 1937      |
| Albin Kitzinger    | 1. Juli 1945       | 30. Juni 1946      |
| Kuno Krügel        | 1. Juli 1951       | 30. Juni 1952      |
| Fritz Käser        | 1. Juli 1959       | 30. Juni 1963      |
| Alfons Remlein     | 1. Juli 1960       | 30. Juni 1962      |
| Gunther Baumann    | 1. Juli 1965       | 30. Juni 1966      |
| Jenő Vincze        | 1. Juli 1967       | 30. Juni 1971      |
| Kurt Koch          | 1. Juli 1971       | 30. Juni 1972      |
| István Sztani      | 1. Juli 1974       | 30. Juni 1975      |
| Peter Velhorn      | 1. Juli 1975       | 23. Februar 1976   |
| Gunther Baumann    | 25. Februar 1976   | 30. Juni 1976      |
| Otto Baum          | 1. Juli 1976       | 30. Juni 1981      |
| Rolf Lamprecht     | 1. Juli 1981       | 30. Juni 1986      |
| Werner Lorant      | 1. Juli 1986       | 30. Juni 1990      |
| Elmar Wienecke     | 1. Juli 1990       | 12. August 1990    |
| Niko Semlitsch     | 13. August 1990    | 22. April 1991     |
| Georg Baier        | 23. April 1991     | 30. Juni 1991      |
| Franz Brungs       | 1. Juli 1991       | 17. November 1991  |
| Erwin Albert       | 1. Juli 1992       | 30. Juni 1993      |
| Djuradj Vasic      | 1. Februar 1994    | 14. September 2002 |
| Hans-Jürgen Boysen | 18. September 2002 | 18. November 2003  |
| Rainer Hörgl       | 19. November 2003  | 30. Juni 2004      |
| Rainer Ulrich      | 1. Juli 2004       | 31. Dezember 2004  |
| Rüdiger Mauder     | 1. Juli 2005       | 30. Juni 2006      |
| Bernd Häcker       | 3. April 2006      | 30. Juni 2006      |
| Wolfgang Hau       | 1. Juli 2006       | 16. Januar 2008    |
| Werner Dreßel      | 17. Januar 2008    | 30. Juni 2008      |
| Frank Lerch        | 1. Juli 2008       | 30. Juni 2009      |
| Klaus Scheer       | 1. Juli 2009       | 19. September 2011 |
| Udo Romeis         | 19. September 2011 | 30. Juni 2012      |
| Gerd Klaus         | 1. Juli 2012       | 30. Juni 2018      |
| Timo Wenzel        | 1. Juli 2018       | 5. November 2019   |
| Tobias Strobl      | 6. November 2019   | 1. April 2022      |
| Jan Gernlein       | 1. April 2022      | 31. Mai 2022       |
| Christian Gmünder  | 1. Juni 2022       | 26. Februar 2023   |
| Marc Reitmaier     | 27. Februar 2023   | 30. Juni 2024      |

## Weiteres

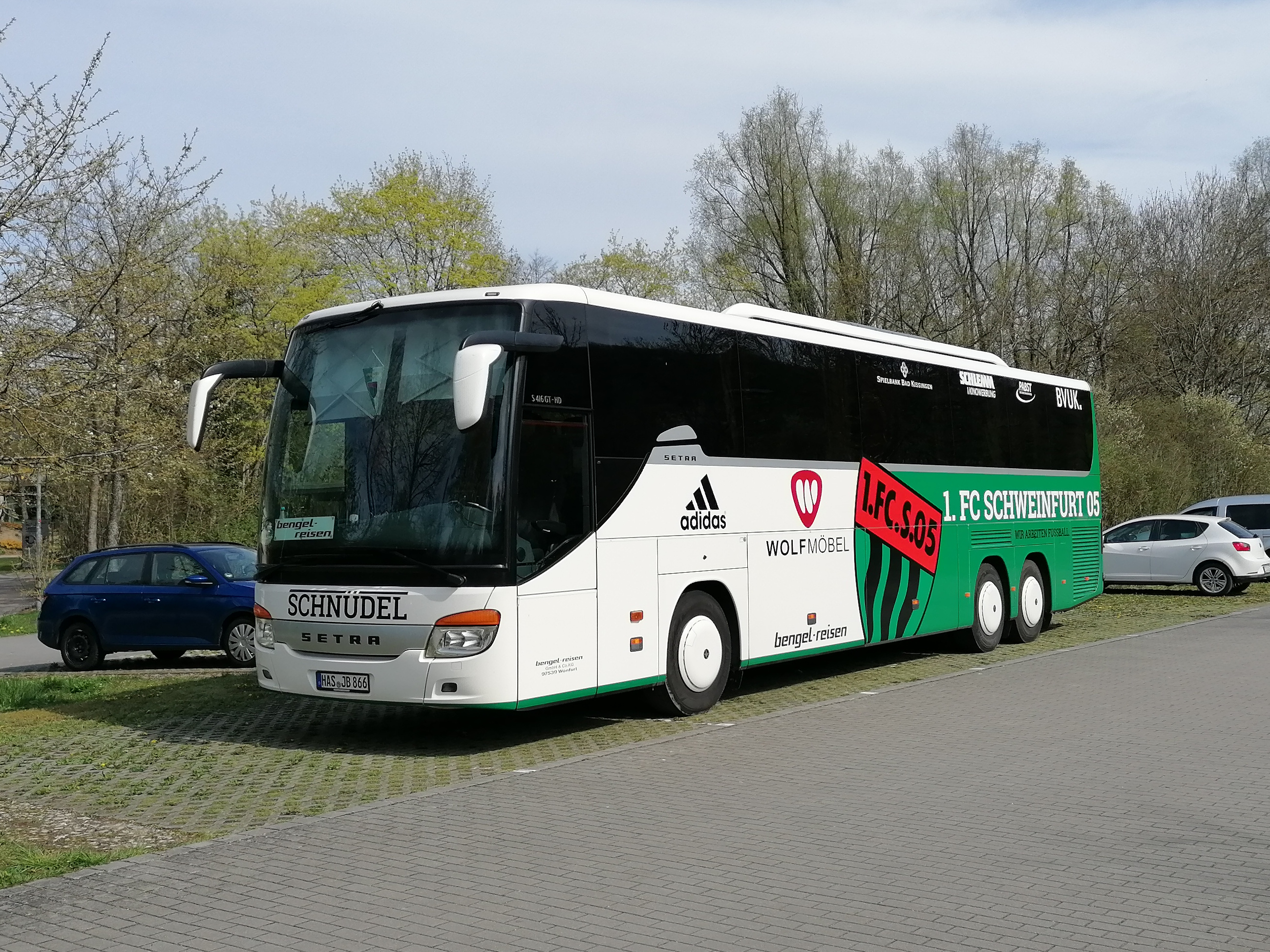
Mannschaftsbus (2023)

### Zweite Mannschaft
Bis zur Saison 2013/14 gelang der U23-Mannschaft des FC 05 der kontinuierliche Aufstieg aus der Kreisliga in die Landesliga Nordwest. Die Saison 2014/15 konnte die Mannschaft als Aufsteiger mit einem guten 5. Platz abschließen. In der folgenden Spielzeit 2015/16 klopfte die U23 zum ersten Mal an das Tor zur Bayernliga, musste sich aber mit einem Punkt Rückstand auf den Relegationsplatz der zweiten Mannschaft der Würzburger Kickers geschlagen geben. In der Saison 2016/17 gelang der Nachwuchsmannschaft die Meisterschaft der Landesliga Nordwest und somit der Aufstieg in die fünftklassige Bayernliga Nord, aus welcher sie nach einer Saison jedoch wieder abstieg. Aufgrund zahlreicher Weggänge musste der Verein anschließend seine U23-Mannschaft vom weiteren Spielbetrieb in der Landesliga Nordwest abmelden.

### Andere Abteilungen
Im Oktober 2009 trat die Handballabteilung aus dem Verein aus und gründete sich neu als Main-Handball-Verein Schweinfurt 09 e. V. Die jüngsten Abteilungen beim FC Schweinfurt sind Rugby und Futsal. Weitere Abteilungen bieten Leichtathletik und Gymnastik an.

### Spitzname „Schnüdel“
Zu Herkunft und Bedeutung des Spitznamens „Schnüdel“ für den FC 05 gibt es verschiedene Versionen. Der Name ist bereits vor dem Zweiten Weltkrieg belegt, damals allerdings als Schimpfwort. Die Chronik zum 50-jährigen Bestehen des Vereins 1955 verwendet diese Bezeichnung nicht. Es soll sich um einen unterfränkischen Ausdruck für den Zipfel handeln, der vor Erfindung des Blitzventils von der Blase im Inneren des Balles als Verschluss abgebunden werden musste und für eine leicht unrunde, harte Stelle sorgte, die besonders beim Kopfball recht unangenehm werden konnte. Der Spitzname geriet im Laufe der Jahrzehnte fast in Vergessenheit, erlebte in neuerer Zeit eine Renaissance und ist heute unter Fußballkennern bundesweit bekannt.
Der Schweinfurter Fritz Stöcklein erfand 1920 den modernen Fußball mit Rückschlagventil, der den Schnüdel überflüssig machte.

### Sponsoren und Ausrüster
Hauptsponsoren des 1. FC Schweinfurt 05 sind die Firma Wolf Möbel des Präsidenten Markus Wolf sowie das Würzburger Finanz- und Versicherungsunternehmen BVUK.
Ausrüster der Mannschaft ist seit der Saison 2016/17 der Hersteller für Teamsportkleidung JAKO.

## Zuschauer- und Fankultur

### Fans

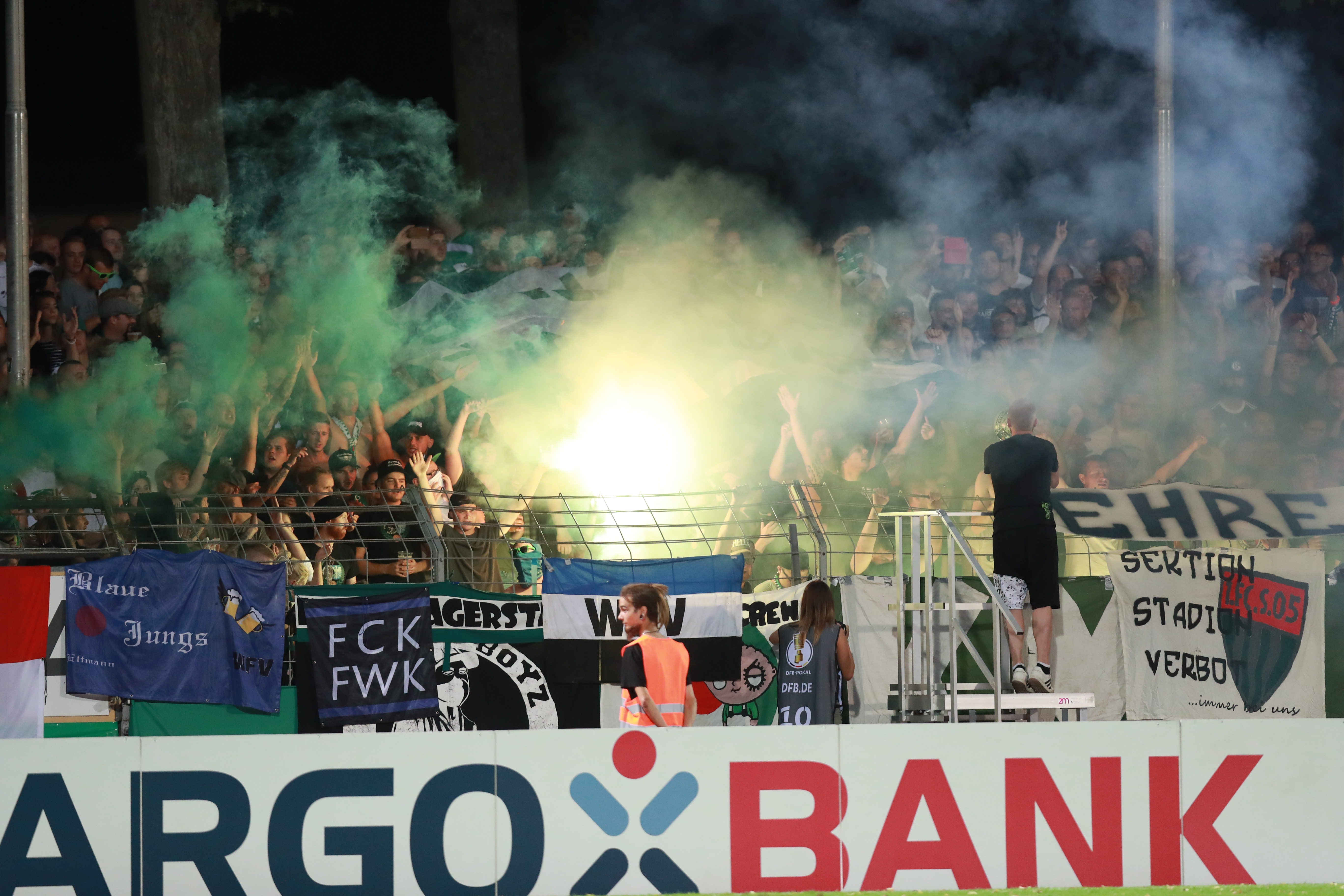
Fans des FC 05 im DFB-Pokal 2018/19

Im Willy-Sachs-Stadion bilden traditionelle Fans und Ultras meist eine friedliche Koexistenz. Größte Gruppen sind die ultra-orientierte Kaputte Moite 1998 und die einen Oldschool-Habitus pflegende Main-Brigade. Weitere Fanlager stellen die im Umland der Rhön stark vertretene T.B.F., der Fan-Club Grün-Weiß, die Category Hometown, die Szene 1905, sowie die recht jungen Gruppierungen Green Boys und Serious Society dar. Daneben weisen Transparente im Stadion auf die langjährigen Unterstützer aus Fridritt, Mürscht (Münnerstadt), Untererthal, Geo (Gerolzhofen) und Niederwerrn hin.
Freundschaftlich verbunden sind die Anhänger von Schweinfurt 05 seit vielen Jahrzehnten mit den Fans des Würzburger FV, deren Transparente regelmäßig im Fanblock des FC 05 zu sehen sind.
Die größte Rivalität besteht zu den Anhängern der Würzburger Kickers.
Unter den Fanseiten ist aktuell die Internetpräsenz kugellagerstadt.com des Fördervereins Kugellagerstadt hervorzuheben. Auf der offiziellen Homepage des Vereins gibt es aktuell (Stand: November 2020) keinen Hinweis auf eine organisierte Fanszene.
Die Fanzine „Der Grabfelder“ berichtet seit 1990 mindestens einmal pro Saison aus Sicht der Fans von Spielen des 1. FC Schweinfurt 1905.

### Vereinsmotto

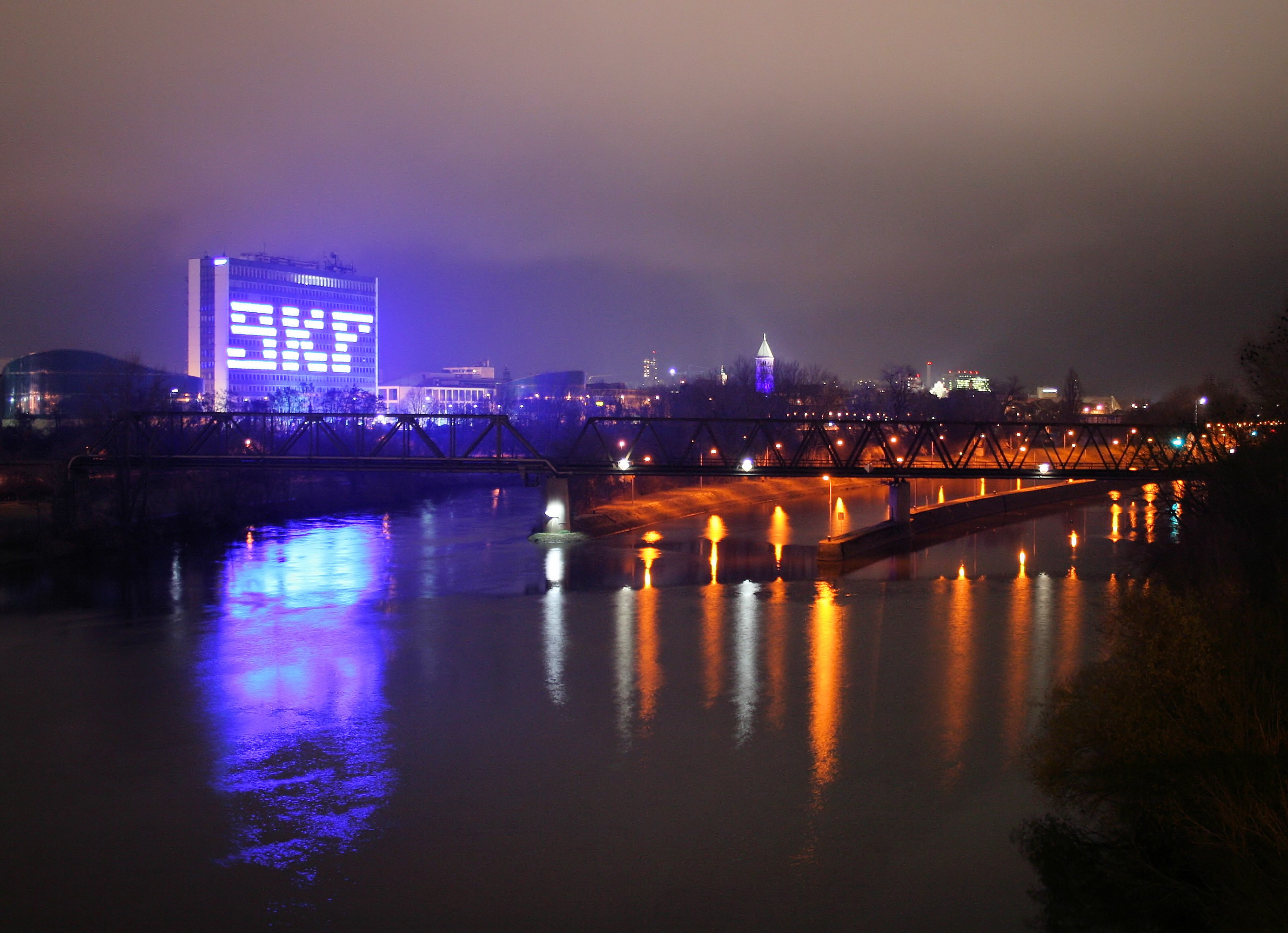
Schweinfurt, industrielles Zentrum und Fußballstadt, mit der deutschen Hauptverwaltung der Schwedischen Kugellagerfabriken SKF am Main

Das offizielle Vereinsmotto des 1. FC Schweinfurt 05 lautet seit einigen Jahren Wir arbeiten Fußball. Dies steht in Verbindung mit der neugestalteten Webseite des FC 05 in retrospektiver Grafik im Stil der 1930er Jahre, mit einem Fußball der damaligen Zeit, und dem bewussten Gebrauch des Spitznamens Schnüdel (siehe: „Schnüdel“). Ein Raster aus Kugeln und einem abgebildeten Kugellager steht symbolisch für den Arbeiterverein aus der Kugellagerstadt (siehe: Vereinsgeschichte).
Schweinfurt ist als bedeutender Standort der Firmen SKF und Schaeffler (ehem. FAG Kugelfischer) das europäische Zentrum der Wälzlager-Industrie und wird auch als Welthauptstadt der Kugellager bezeichnet. Der größte Arbeitgeber der Stadt ZF (ehem. Fichtel & Sachs) vervollständigt die sogenannten großen Drei.

## Andere Abteilungen

### Tischtennis
Die Tischtennisabteilung wurde 1946 innerhalb des Vereins 1. FC Schweinfurt 05 von Otto Wolz gegründet. Die Herrenmannschaft spielte Ende der 1940er Jahre zeitweise in der Oberliga, der damals höchsten deutschen Spielklasse im Tischtennis. Die Damenmannschaft wurde (bis 1952) mehrmals nordbayerischer Meister, bekannte Spielerinnen waren Erika Buchhold und Edith Schmidt.

## Videos
- 1. FC Schweinfurt 05 vs VfL Bochum: DSF/2. Liga 2001/02 (13:54)
- Pyro-Chaos überschattet Mainfrankenderby: 1. FC Schweinfurt 05 vs Würzburger Kickers Stadionvlog. Aufstieg des FC 05 in die 3. Liga (34:36)